# Dąbrowa Górnicza
Dąbrowa Górnicza – miasto na prawach powiatu w południowej Polsce, w województwie śląskim, położone na Wyżynie Śląskiej, w regionie Zagłębie Dąbrowskie, które stanowi część zachodniej Małopolski. Miasto ulokowane nad Czarną Przemszą i Białą Przemszą, na wschodnim krańcu Górnośląskiego Okręgu Przemysłowego (GOP). Największe powierzchniowo miasto Górnośląsko-Zagłębiowskiej Metropolii oraz województwa (11. w kraju).
Największy ośrodek przemysłowy Zagłębia Dąbrowskiego. Jest jednym z ośrodków centralnych konurbacji górnośląskiej. Liczba ludności zarejestrowanej w granicach administracyjnych Dąbrowy Górniczej w dniu 31 grudnia 2024 r. wyniosła według danych GUS 112 408 osób.

## Geografia

### Położenie
Dąbrowa Górnicza leży na Wyżynie Katowickiej i Garbie Tarnogórskim, stanowiących makroregion Wyżyna Śląska. Znajduje się w dużej części w Kotlinie Dąbrowskiej.
Według danych z 1 stycznia 2010 r. powierzchnia miasta wynosiła 188,73 km², co sprawia, że Dąbrowa Górnicza jest największym miastem pod względem zajmowanej powierzchni w województwie śląskim, wyprzedzając nawet Katowice.
Miasto graniczy z powiatem będzińskim (Będzin, gmina Psary, gmina Mierzęcice, Siewierz, Sławków), powiatem zawierciańskim (gmina Łazy), powiatem olkuskim w województwie małopolskim (gmina Klucze, gmina Bolesław) oraz z Sosnowcem.
Według raportu Światowej Organizacji Zdrowia w 2016 roku Dąbrowa Górnicza została sklasyfikowana jako 43. najbardziej zanieczyszczone miasto Unii Europejskiej.
W drugiej połowie XVI wieku stanowiące obecnie dzielnice Dąbrowy Górniczej Błędów, Gołonóg, Kuźnica Błędowska, Łazy, Łęka, Łosień, Okradzionów, Piekło, Sikorka II, Strzemieszyce Małe, Strzemieszyce Wielkie, Tucznawa i Ząbkowice położone były w powiecie proszowickim województwa krakowskiego, zaś Piła Ujejska, Sikorka I, Trzebiesławice i Ujejsce, także będące współcześnie częściami miasta, należały do księstwa siewierskiego pod panowaniem biskupów krakowskich. W związku z tym Dąbrowa Górnicza leży na obszarze dawnej ziemi krakowskiej, stanowiącej część historycznej Małopolski.

### Dzielnice
Dąbrowa Górnicza jako miasto jest podzielona na 18 historyczno-zwyczajowych obszarów – dzielnic (obrębów):

1. Antoniów
2. Błędów (Błędów, Łazy Błędowskie)
3. Gołonóg Południowy (Manhattan, Kasprzak, Podlesie)
4. Gołonóg Północny (Brodway, Gołonóg, Stary Gołonóg)
5. Gołonóg Wschodni (Górka Gołonoska, Tworzeń)
6. Łęka
7. Łosień
8. Merkury (Dąbrowa Górnicza)
9. Mydlice (Mydlice Północne, Mydlice Południowe)
10. Okradzionów (Kuźniczka Nowa, Okradzionów, Rudy)
11. Reden (Aleje, Reden, Reden-Adamiecki, Staszic)
12. Strzemieszyce Małe
13. Strzemieszyce Wielkie
14. Śródmieście (Stara Dąbrowa, Śródmieście)
15. Trzebiesławice
16. Tucznawa-Bugaj-Sikorka
17. Ujejsce
18. Ząbkowice (Osiedle Młodych Hutników, Ząbkowice)
19. Zielona-Pogoria (Ratanice, Marianki, Zielona-Korzeniec-Dziewiąty, Piekło, Łęknice)

Dla potrzeb Dąbrowskiego Budżetu Partycypacyjnego (DBP) miasto zostało podzielone na 36 obszarów, które nie odpowiadają podziałowi na dzielnice. Dla potrzeb DBP miasto podzielone jest na obszary nazwane: 
Aleje, Antoniów, Błędów, Brodway, Gołonóg, Górka Gołonoska, Łazy Błędowskie, Łęka, Łęknice, Łosień, Kasprzak, Kuźniczka Nowa, Manhattan, Marianki, Merkury (Adamiecki), Mydlice Południowe, Mydlice Północne, Okradzionów, Osiedle Młodych Hutników, Piekło, Podlesie, Ratanice, Reden, Reden-Adamiecki, Rudy, Stary Gołonóg, Staszic, Stara Dąbrowa, Strzemieszyce Małe, Strzemieszyce Wielkie, Śródmieście, Tworzeń, Trzebiesławice, Tucznawa-Bugaj-Sikorka, Ujejsce, Ząbkowice, Zielona-Korzeniec-Dziewiąty.
W latach 1977–1984 jedną z dzielnic miasta był Sławków.

## Nazwa
Miasto powstało w wyniku łączenia się w większy organizm miejski wielu mniejszych miejscowości, które spowodowane było rozwojem przemysłu.
Po raz pierwszy nazwa Dąbrowa pojawiła się w dokumentach w roku 1655 (księgi parafialne kościoła Świętej Trójcy w Będzinie), ale wieś powstała nieco wcześniej, ok. 1652 roku, kiedy określana była mianem Koniecpolska Wola (Koniecwola). Pierwotna nazwa pochodzi od nazwiska Zygmunta Stefana Koniecpolskiego, starosty będzińskiego, który na przynależnych starostwu gruntach pozwolił osiedlić się kilku chłopskim rodzinom. W źródłach historycznych wymieniane są jednak miejscowości, które w wyniku procesów urbanizacyjnych zostały wchłonięte przez obecne miasto.
W latach 1470–1480 Jan Długosz w księdze Liber beneficiorum dioecesis Cracoviensis wymienia w zlatynizowanych staropolskich wersjach obecne dzielnice Dąbrowy Górniczej Strzemieszyce Wielkie jako Strmyeschycze Maior oraz Strzemieszyce Małe jako Strmyeschycze Minor, a także Tucznawa jako Thucznobaba, Okradzionów jako Okradzonow, Gołonóg jako Golonog, Ząbkowice jako Zambkowicze, Łosień jako Lossyen.
Natomiast najstarsze wzmianki o innych osadach z terenu dzisiejszej Dąbrowy Górniczej to, m.in. XII wiek o Trzebiesławicach, 1220 o Błędowie w kronikach biskupa krakowskiego Iwo Odrowąża, XIV wiek o Strzemieszycach i Ujejscu (pierwsza wzmianka z 1372), XV wiek o Gołonogu, Ząbkowicach w księgach Jana Długosza oraz w 1443 o Sikorce, w 1551 o Łęce. Prawdopodobnie od X wieku istniał Łosień, będący wczesnośredniowiecznym ośrodkiem wytopu metali.

## Historia

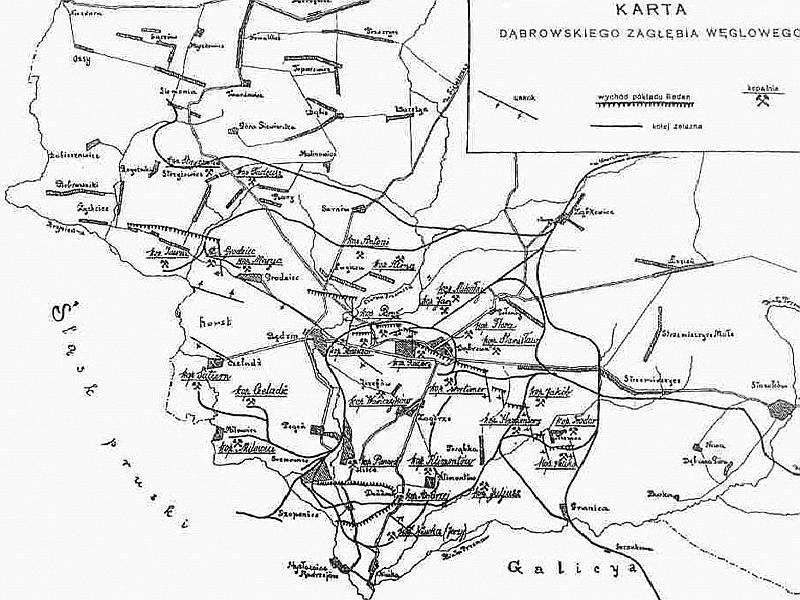
Mapa Dąbrowskiego Zagłębia Węglowego z 1918 roku

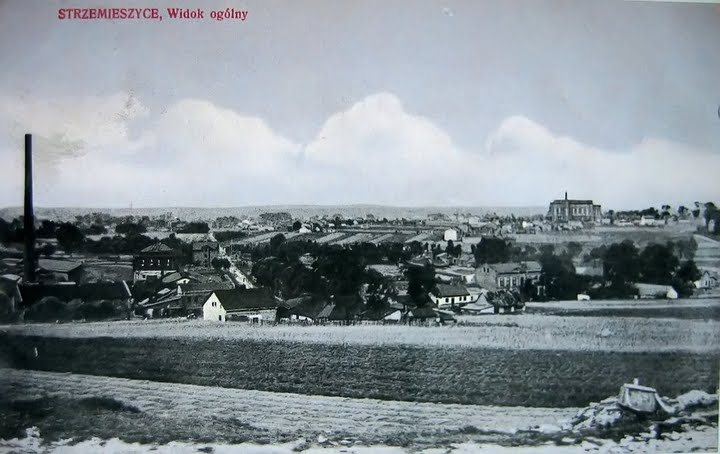
Strzemieszyce Wielkie (obecnie dzielnica Dąbrowy Górniczej), 1916

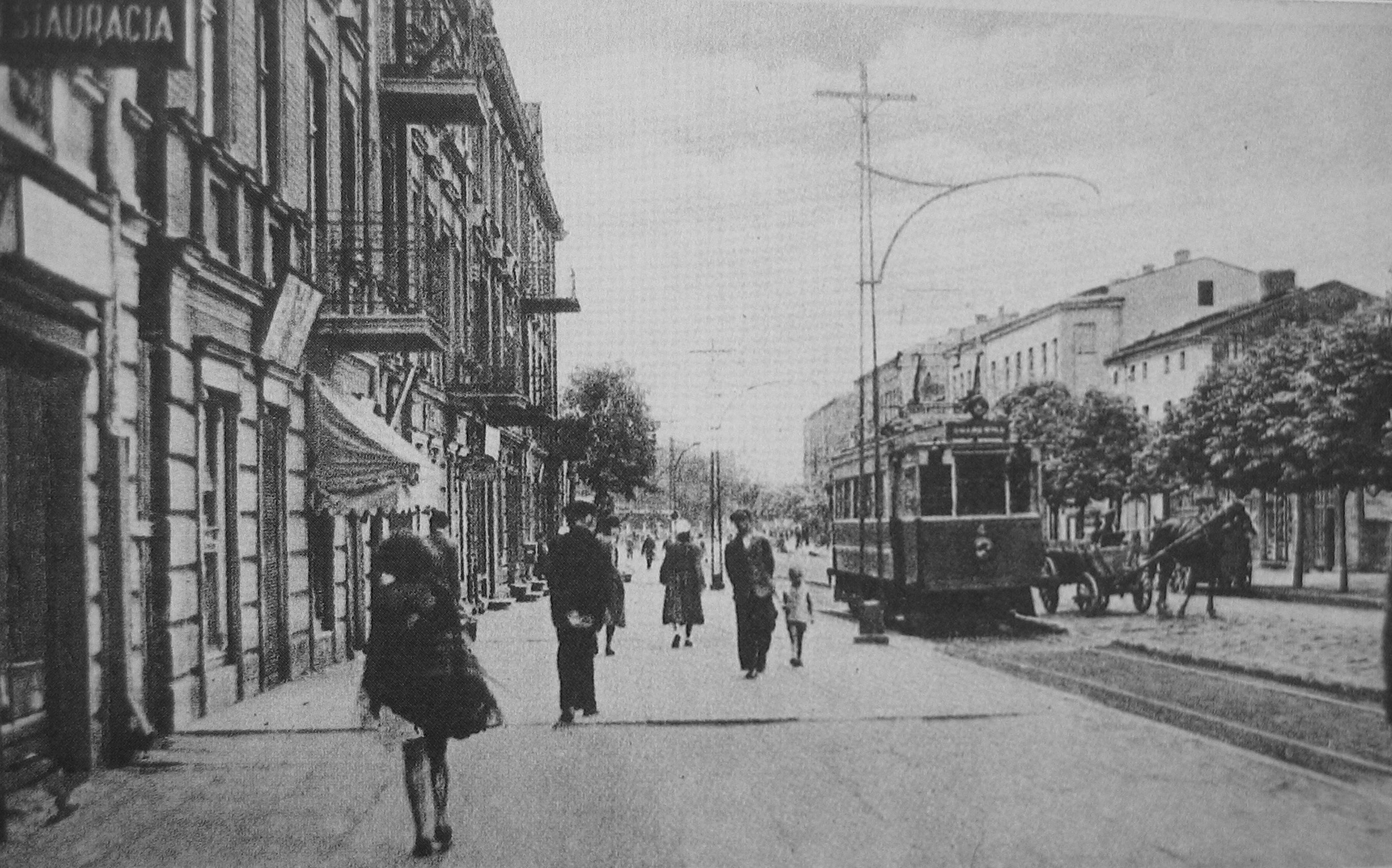
Ulica Sobieskiego w 1928 roku

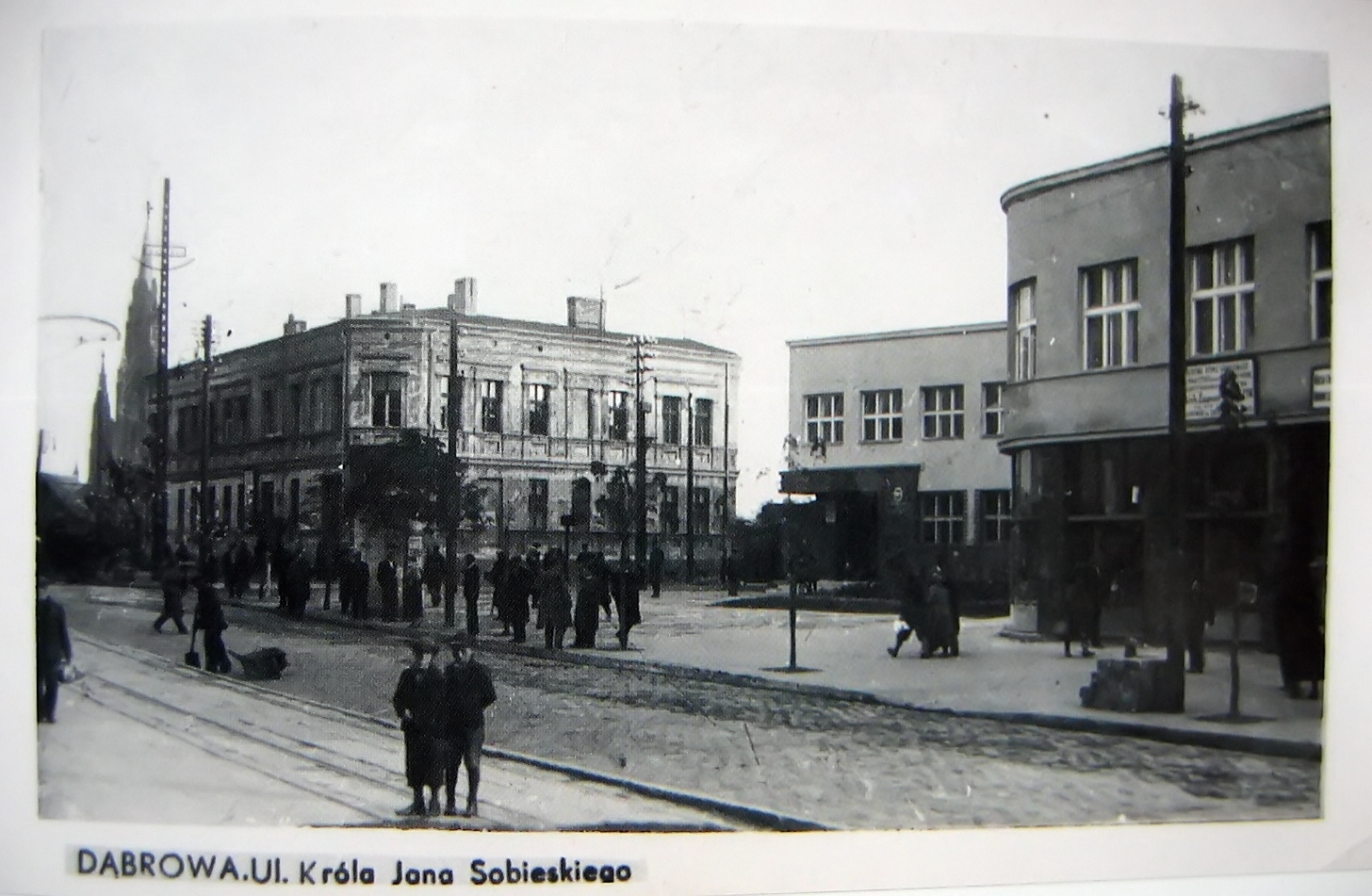
Ulica Sobieskiego – widoczny po prawej gmach poczty i nieistniejący dziś budynek na lewo, lata 30. XX w.

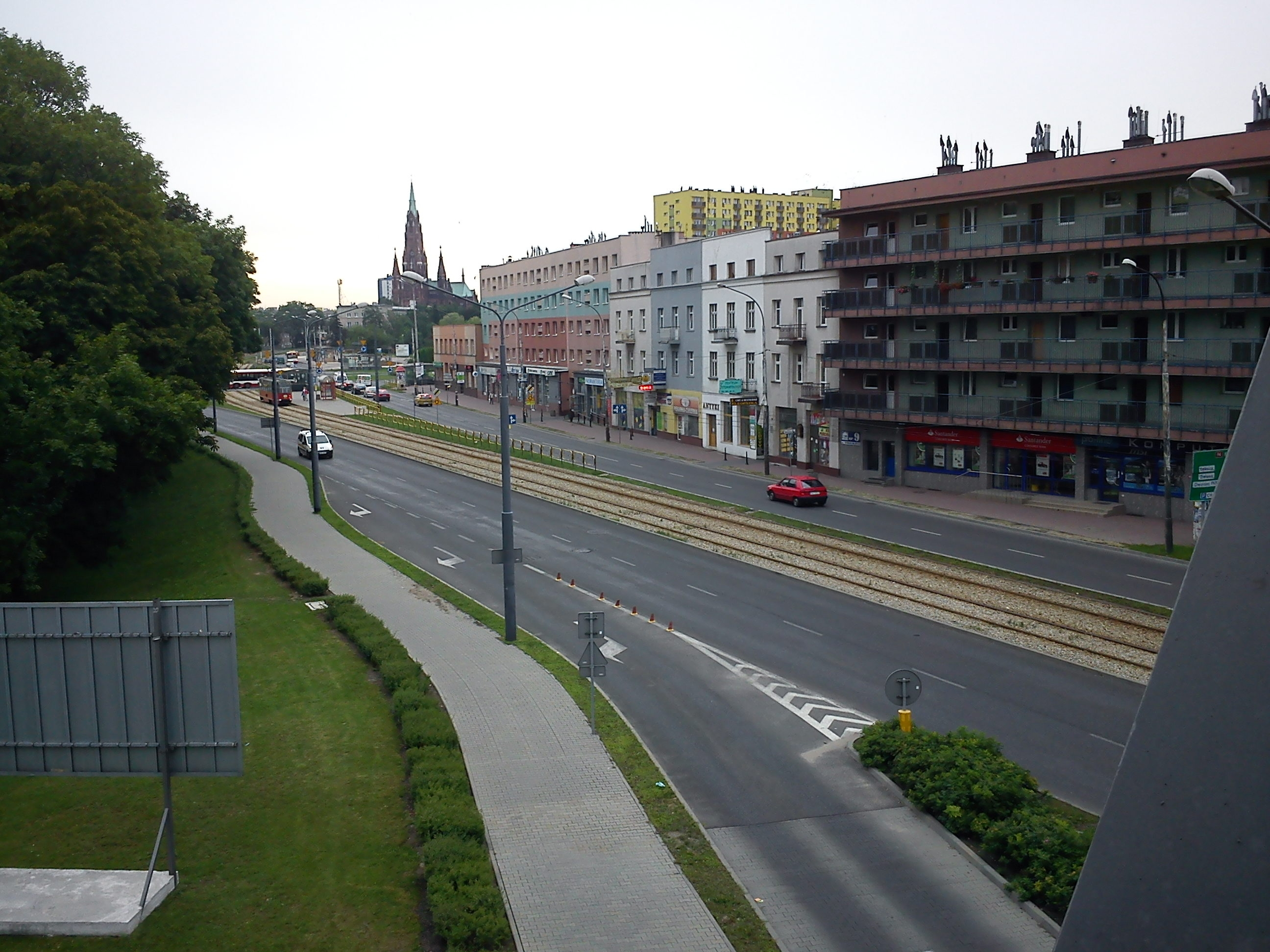
Ulica Sobieskiego obecnie

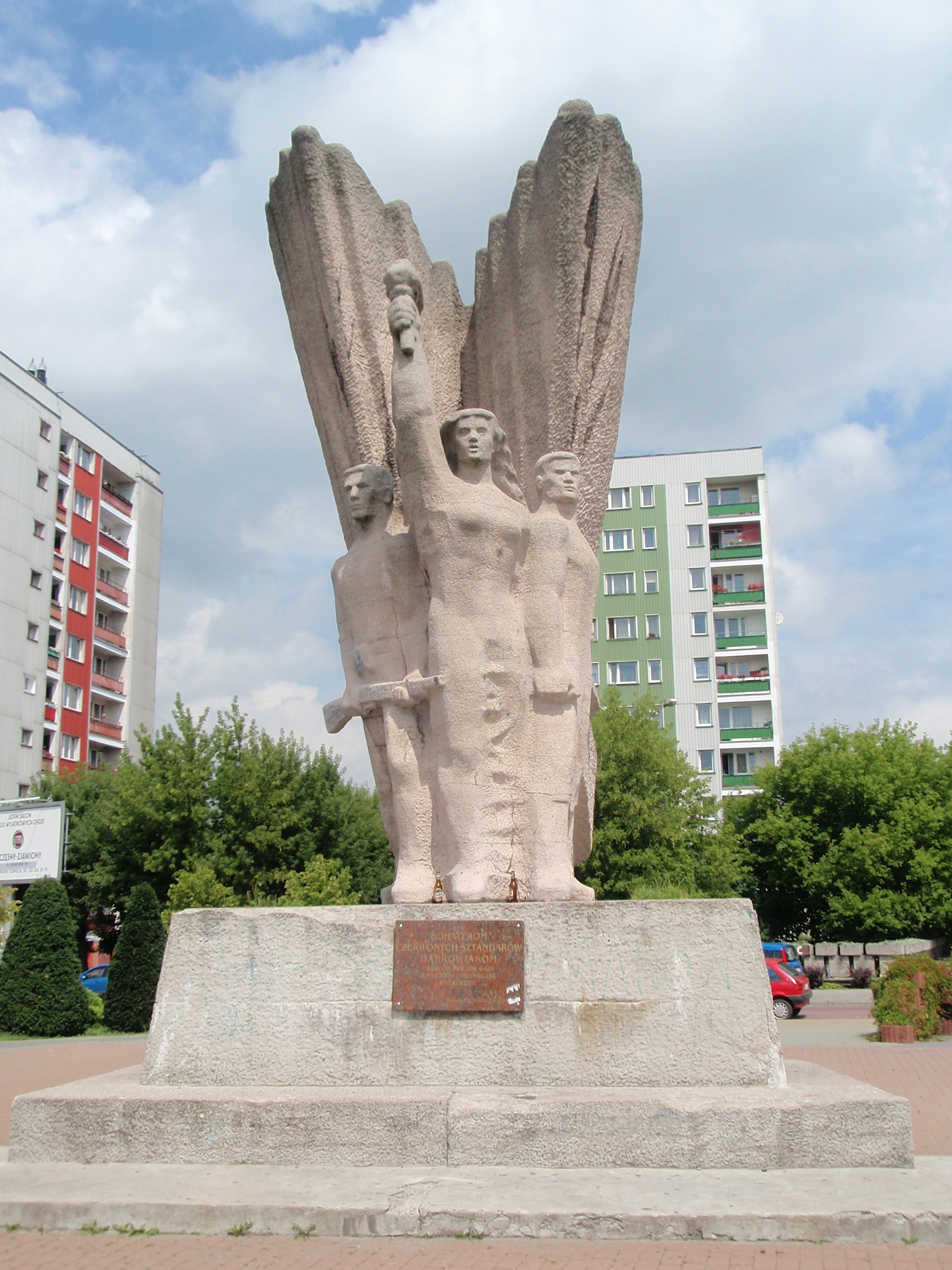
Pomnik Bohaterom Czerwonych Sztandarów w Dąbrowie Górniczej

### Przed 1795 r.
Według spisu ludności diecezji krakowskiej z 1787 osada liczyła 184 mieszkańców.

### 1795-1918

#### Okres pruski (Nowy Śląsk)
W 1795 r., w wyniku III rozbioru Polski, Dąbrowa przyłączona została do Prus jako część Nowego Śląska. W 1799 powstała pierwsza znana mapa tych okolic, z której wynika, że zalążkiem osady była „Stara Dąbrowa” – wieś zlokalizowana przy trakcie prowadzącym z Krakowa na Śląsk, w okolicach obecnej ul. A. Struga i na południe od niej. We wsi tej znajdowała się karczma starościńska, kuźnia, studnia i kapliczka. Z okresem pruskim wiąże się początek intensywnego rozwoju gospodarczego wsi, spowodowanego odkryciem zasobnych złóż węgla kamiennego. Na terenie Dąbrowy odkryto pod koniec XVIII w. jeden z najgrubszych na świecie pokład węglowy, nazwany później „redeńskim”. W niecce kazimierzowskiej grubość tego pokładu (pokład 510 grupy siodłowej) dochodziła do 20 m, ale tylko na terenie obecnego miasta Dąbrowa Górnicza była wychodnia na powierzchnię tego pokładu.
Już w 1796 z inicjatywy władz pruskich rozpoczęto budowę pierwszej odkrywkowej kopalni węgla kamiennego, która od nazwiska dyrektora górnictwa w rządzie pruskim – hr. Fryderyka Wilhelma Redena – otrzymała nazwę „Reden”. Od 1806 zaczęła obok niej powstawać kolonia robotnicza o tej samej nazwie.

#### Okres Księstwa Warszawskiego
W 1807 roku tereny dzisiejszej Dąbrowy Górniczej zostały wyzwolone spod pruskiej władzy i włączone w skład Księstwa Warszawskiego w okresie wojen napoleońskich. Jednak już w 1813 roku tereny te zostały zajęte przez wojska rosyjskie, które pozostały na tym obszarze aż do 1914 roku.
Dalszy rozwój przemysłowy Dąbrowy łączy się już z działalnością inwestycyjną rządu Królestwa Polskiego, do którego w 1815 r. Dąbrowa została włączona, stanowiąc część Imperium Rosyjskiego. W okresie tym wiele nowych pokładów węgla odkrył Józef Cieszkowski, na których uruchomiono w 1846 roku nową kopalnię „Cieszkowski”. W latach 1816–1823 obok kopalni „Reden”, na terenie obecnego osiedla K. Adamieckiego, powstała huta cynku „Konstanty”. Do wytopu metali wykorzystywano rudy galmanu przywożone z kopalń w Strzemieszycach Małych, Sławkowie, Żychcicach i Olkuszu. Około 1820 przy kopalni „Reden” powstała pierwsza w Dąbrowie szkoła elementarna, wkrótce potem lazaret. W 1825 pod Będzinem powstała kopalnia „Ksawery”, która dała początek dzielnicy o tej samej nazwie oraz Mydlicom. Kopalnia ta została znacznie rozbudowana przez Cieszkowskiego.

#### Okres Królestwa Polskiego pod panowaniem Rosji
W 1815 Dąbrowa została siedzibą Gminy Olkusko-siewierskiej, natomiast w 1864 siedzibą Gminy Osad Górniczych. W 1874 utworzono Gminę Górniczą z Gminy Osad Górniczych, Starej Dąbrowy z Gminy Olkusko-siewierskiej oraz zniesionej gminy Zagórze Olkuskie, obejmującej m.in. Niwkę, Sielec i Zagórze oraz rozwijające się osady przemysłowe Bobrek, Dańdówkę, Józefów, Konstyntynów, Klimontów, Niepiekło i Środulę. W 1903 od Dąbrowy zostały odłączone Środula, Sielec i Konstantynów. W 1909 roku zostały odłączone: Zagórze, Niwka, Modrzejów, Klimontów, Dańdówka, Józefów i Bobrek. W tym samym roku powstała gmina Dąbrowa Górnicza, w której skład weszły Dąbrowa, Stara Dąbrowa, Niepiekło i kolonie: Bankowa, Koszelew, Łabęcka, Huty Cynkowe, Mydlice, Gliniaki i Dębniki. W 1915 do Dąbrowy zostają przyłączone Koszelew, Ksawera i Warpie.
W 1842 administracja Kościoła ewangelicko-augsburskiego ustanowiła filiał Będzin-Dąbrowa należący do Parafii ewangelicko-augsburskiej w Wieluniu (→ Parafia Ewangelicko-Augsburska w Sosnowcu). Potem w 1882 ewangelicy wznieśli własnym nakładem środków kościół ewangelicki. W latach 1872–1877 budowano pierwszy kościół katolicki pw. św. Aleksandra – papieża i męczennika – jako kościół filialny parafii będzińskiej. Uzyskał on uprawnienia kościoła parafialnego na mocy dekretu biskupa kieleckiego Tomasza T. Kulińskiego z 5 lutego 1891. Dawny kościół św. Aleksandra to obecnie boczna kaplica Bazyliki Najświętszej Maryi Panny Anielskiej.
Na przełomie XIX i XX w. Dąbrowa była największym skupiskiem inteligencji technicznej w Zagłębiu Dąbrowskim, której kuźnią była Szkoła Górnicza zwana Sztygarką. Historia szkoły to piękne karty w dziejach polskiego górnictwa węgla kamiennego i walk rewolucyjnych. Wydawała też ważne czasopismo naukowe Przegląd Górniczo-Hutniczy. Sama tylko kopalnia węgla kamiennego Reden zatrudniała połowę robotników tworzącego się wokół Dąbrowy zagłębia przemysłowego, któremu dała nazwę. Huta Bankowa była największą w Królestwie Kongresowym, a moc jej maszyn stanowiła 1/3 całego przemysłu Królestwa i zapoczątkowała w nim produkcję stali. Zagłębie Dąbrowskie, wraz z Dąbrową Górniczą, było wówczas jednym z najbogatszych i najlepiej uprzemysłowionych regionów znajdujących się pod panowaniem Imperium Rosyjskiego.

#### Okres I wojny światowej
Władze Imperium Rosyjskiego nie chciały przyznać praw miejskich, mimo że Dąbrowa liczyła ponad 30 tys. mieszkańców. Po wybuchu I wojny światowej, Rosjanie opuszczając Dąbrowę wysadzili tory kolejowe, co odcięło huty i kopalnie od głównych rynków zbytu. 24 stycznia 1915 roku podzielono obszar Zagłębia na strefy okupacyjne niemiecką i austriacką, a Dąbrowa znalazła się pod okupacją austriacką. W 1916 roku podniesiono wieś Dąbrowę do rangi miasta. 18 sierpnia 1916 roku Dąbrowa otrzymała od władz austriackich prawa miejskie.

### 1918-1945
W 1918 roku Rada Miejska zdecydowała o zmianie nazwy miasta na Dąbrowę Górniczą, ponieważ ta nazwa była nieoficjalnie stosowana od czasu utworzenia w Dąbrowie gminy Górniczej. Po zakończeniu I wojny światowej Zagłębie Dąbrowskie, razem z Dąbrową, włączono do województwa kieleckiego.
4 kwietnia 1918 roku odbył się strajk w kopalni „Paryż”, a w październiku wybuchł strajk górników całego Zagłębia Dąbrowskiego, który unieruchomił kopalnie na trzy tygodnie. 8 listopada 1918 roku powstała Rada Delegatów Robotniczych Zagłębia Dąbrowskiego (zdominowana przez komunistów), która wysłała pozdrowienia dla bolszewickiej Rady Komisarzy Ludowych w Rosji. 16 grudnia doszło do wspólnego posiedzenia Rady Dąbrowy Górniczej i Zagłębia. Na 19 grudnia zapowiedziano strajk powszechny, który jednak nie przyjął masowego charakteru w związku z obsadzeniem kopalń przez wojsko. Do walk między robotniczymi manifestantami a wojskiem i policja doszło 12 marca 1919 roku. W wyniku otwarcia ognia przez oddziały wojskowe zginęło 4 letnie dziecko, 14 letni chłopiec, dwie kobiety i 3 mężczyzn. 13 manifestantów zostało rannych. Doszło też do szturmu manifestantów na budynek żandarmerii. Tego dnia zginął też oficer wojska. Zajścia skończyły się rozbrojeniem przez wojsko oddziałów lewicowej Milicji Ludowej i uśmierzeniem buntu. W okresie międzywojennym Dąbrowa była bastionem wpływów Polskiej Partii Socjalistycznej (w 1925 roku w wyborach do Rady Miejskiej partia zdobyła prawie 60 procent głosów.
We wrześniu 1939 roku Dąbrowa Górnicza została zajęta przez wojska niemieckie i znalazła się pod okupacją niemiecką. 8 października 1939 r. została bezpośrednio przyłączona w granice nazistowskich Niemiec. W czasie II wojny światowej obowiązywała niemiecka nazwa miasta: Redenberg.
27 stycznia 1945 roku Dąbrowa Górnicza została zajęta przez wojska 80 Dywizji Strzeleckiej z 59 Armii i 4 Gwardyjskiego Korpusu Pancernego Armii Czerwonej, co zakończyło okres okupacji niemieckiej.

### 1945-1989
Duży wpływ na miasto miało wybudowanie w latach 1972–1976 największego w kraju i jednego z największych w Europie Kombinatu Metalurgicznego Huta Katowice.
Z niejasnych przesłanek w 1975 r., ciążące ku Dąbrowie Górniczej Zagórze i Kazimierz Górniczy zostały włączone do Sosnowca. Największą powierzchnię wynoszącą 209 km², miasto posiadało w latach 1977–1984.
1 lutego 1977 miasto Ząbkowice przyłączono do Dąbrowy Górniczej, oprócz Podwarpia, Trzebiesławic, Tuliszowa, Warężyna i Wojkowic Kościelnych, które włączono do gminy Siewierz. W rzeczywistości, w skład Dąbrowy Górniczej z obszaru miasta Ząbkowice weszły: Ząbkowice właściwe, ponadto Ujejsce (należące w latach 1973–1975 do gminy Wojkowice Kościelne), Bugaj, Sikorka i Tucznawa (należące w latach 1973–1975 do gminy Ząbkowice) oraz Błędów, Kuźniczka Nowa, Łazy, Łęka, Łosień, Okradzionów i Rudy (należące w latach 1973–1975 do gminy Łosień).

### Po 1989 roku
1 stycznia 1993 także Trzebiesławice wyłączono z gminy Siewierz i włączono do Dąbrowy Górniczej.
W drugiej połowie 2020 roku Dąbrowa Górnicza wspólnie z PKP PLK S.A. rozpoczęła inwestycję, która w docelowym kształcie zakłada budowę dwóch centr przesiadkowych w obrębie stacji kolejowych Dąbrowa Górnicza Centrum oraz Dąbrowa Górnicza Gołonóg. Jest to jedna z największych inwestycji infrastrukturalnych we współczesnej historii miasta. Centra przesiadkowe będą w formie zintegrowanych parkingów, z przystankami autobusowymi oraz bezpiecznym dostępem poprzez przejścia podziemne do peronów. W okolicy powyższych stacji kolejowych przejazdy kolejowe zostaną zlikwidowane a zastąpią je tunele pod torowiskiem. W przypadku stacji Dąbrowa Górnicza Centrum zostanie również wyremontowany budynek dworca. Ponadto w ramach inwestycji powstaną dwie nowe drogi. Pierwsza z nich to ulica przebiegająca przez tereny dawnej Kopalni Paryż, łącząca ulice Kolejową i Kościuszki z ulicą Sobieskiego i Moniuszki, która ma mieć na celu odciążenie ruchu samochodowego w centrum. Druga z nich będzie łączyć nowo powstały tunel kolejowy powstały na przedłużeniu ulicy Kościuszki z ulicami Robotniczą i Korzeniec. W ciągu ulicy Konopnickiej powstanie tunel dla ruchu pieszego i rowerowego.

## Demografia

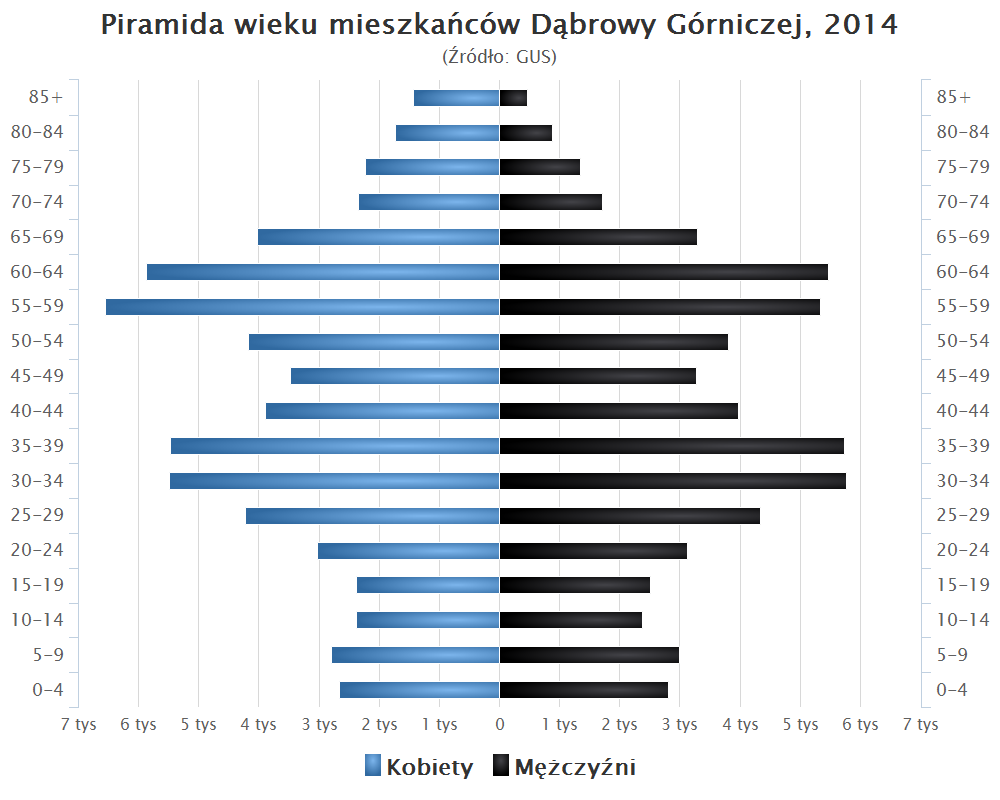
Piramida wieku mieszkańców Dąbrowy Górniczej w 2014 roku

- Wykres liczby ludności Dąbrowy Górniczej na przestrzeni ostatnich 225 lat.

Największą populację Dąbrowa Górnicza odnotowała w 1982 – według danych GUS 152 373 mieszkańców.
- Piramida wieku mieszkańców Dąbrowy Górniczej w 2021 roku[32].

## Architektura

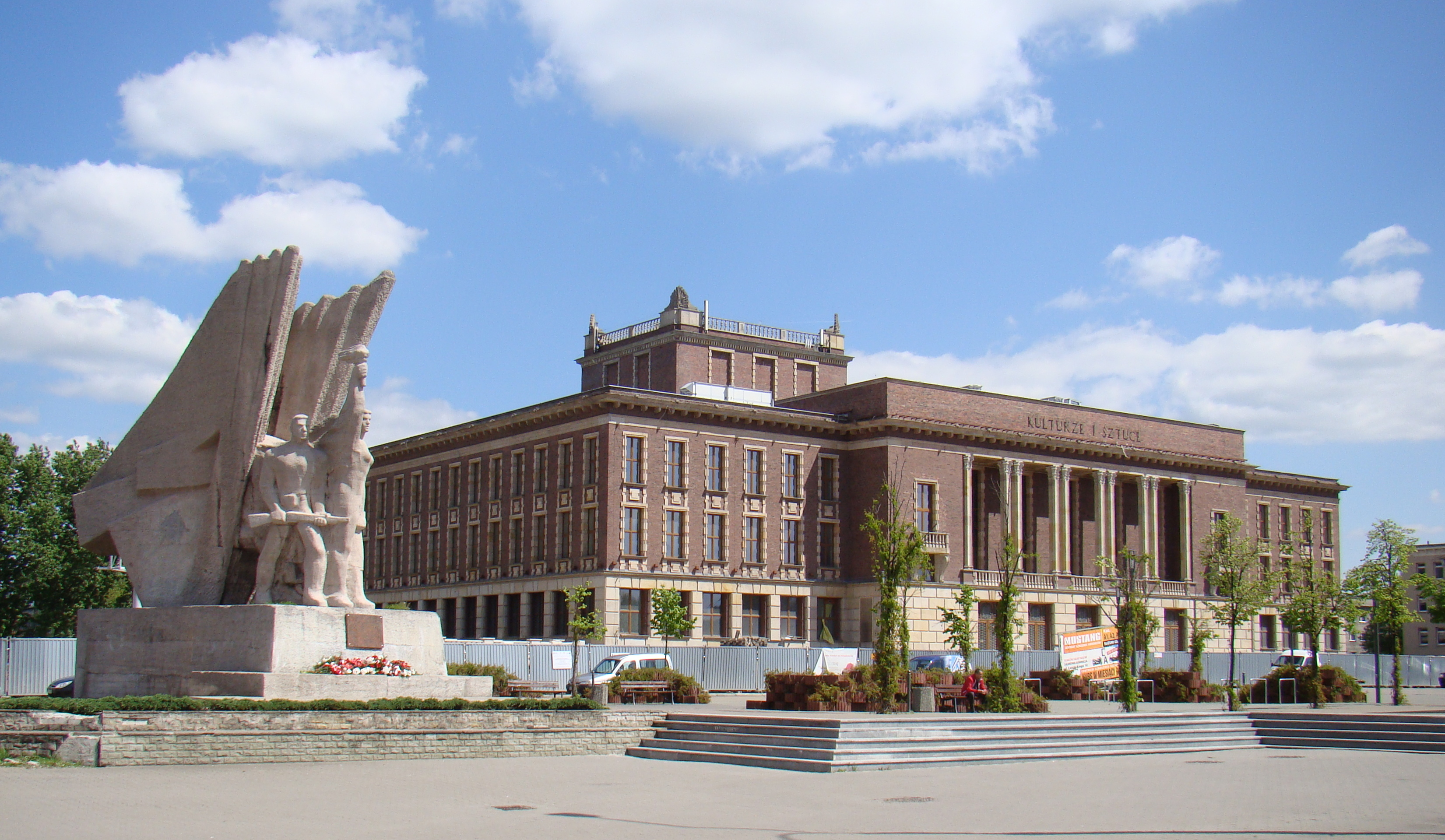
Pałac Kultury Zagłębia

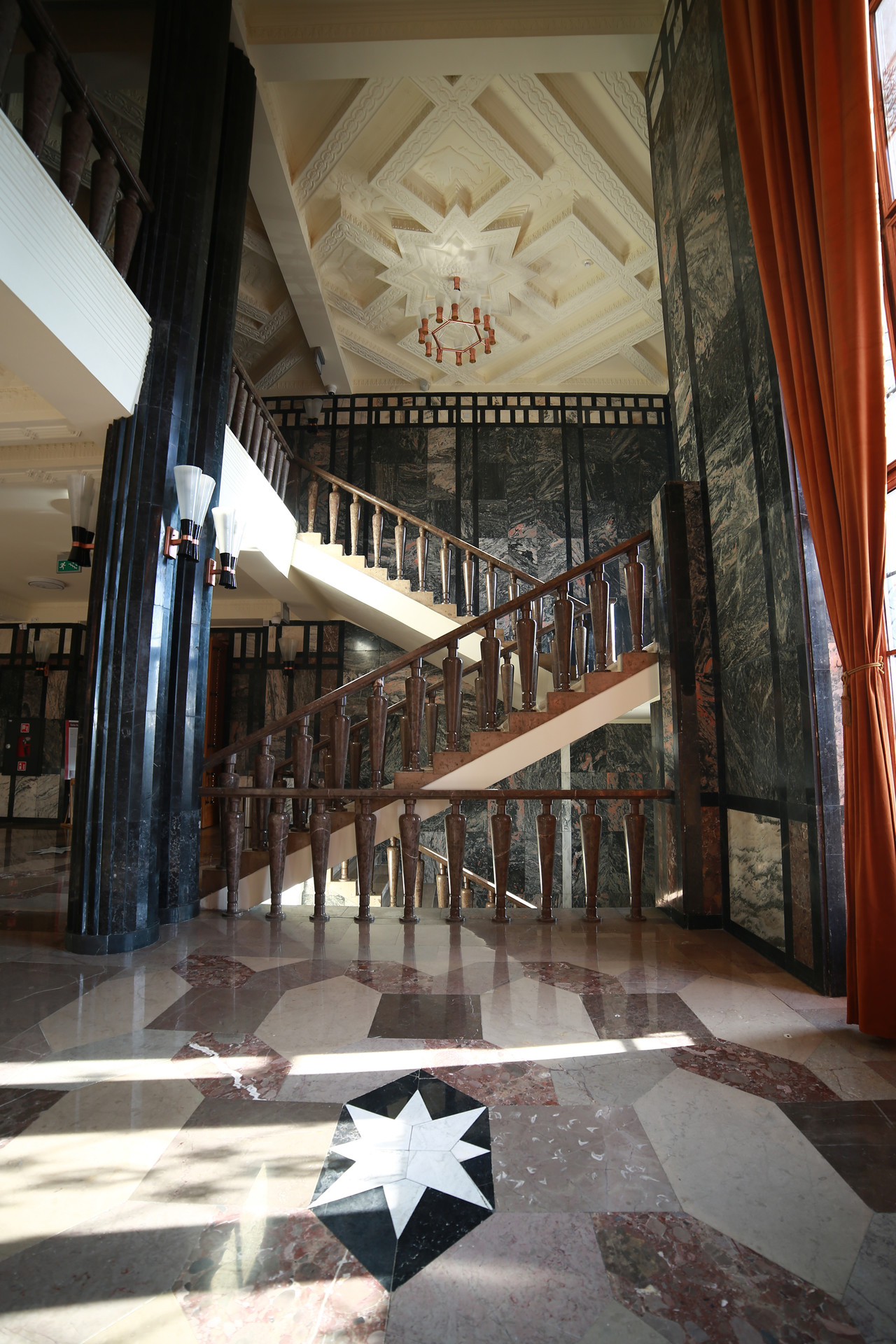
Pałac Kultury Zagłębia – hole

Lista zabytków chronionych prawem w Dąbrowie Górniczej:
- Bazylika Najświętszej Maryi Panny Anielskiej z lat 1875, 1898-1912 (ul. Królowej Jadwigi),
- Pałac Kultury Zagłębia zbudowany po 1950 (Plac Wolności),
- Kościół par. pw. Narodzenia NMP i św. Antoniego z Padwy z XVII w., w Gołonogu
- Młyn z XVIII w. w Ratanicach
- Kaplica z XVIII w. w Trzebiesławicach
- Drewniana kaplica z XVIII w., przebudowana w 1802, w dzielnicy Ujejsce
- Bazylika Najświętszego Serca Pana Jezusa w Dąbrowie Górniczej (dzielnica Strzemieszyce Wielkie)
- Dworzec kolejowy w Ząbkowicach[34]

Obiekty historyczne:

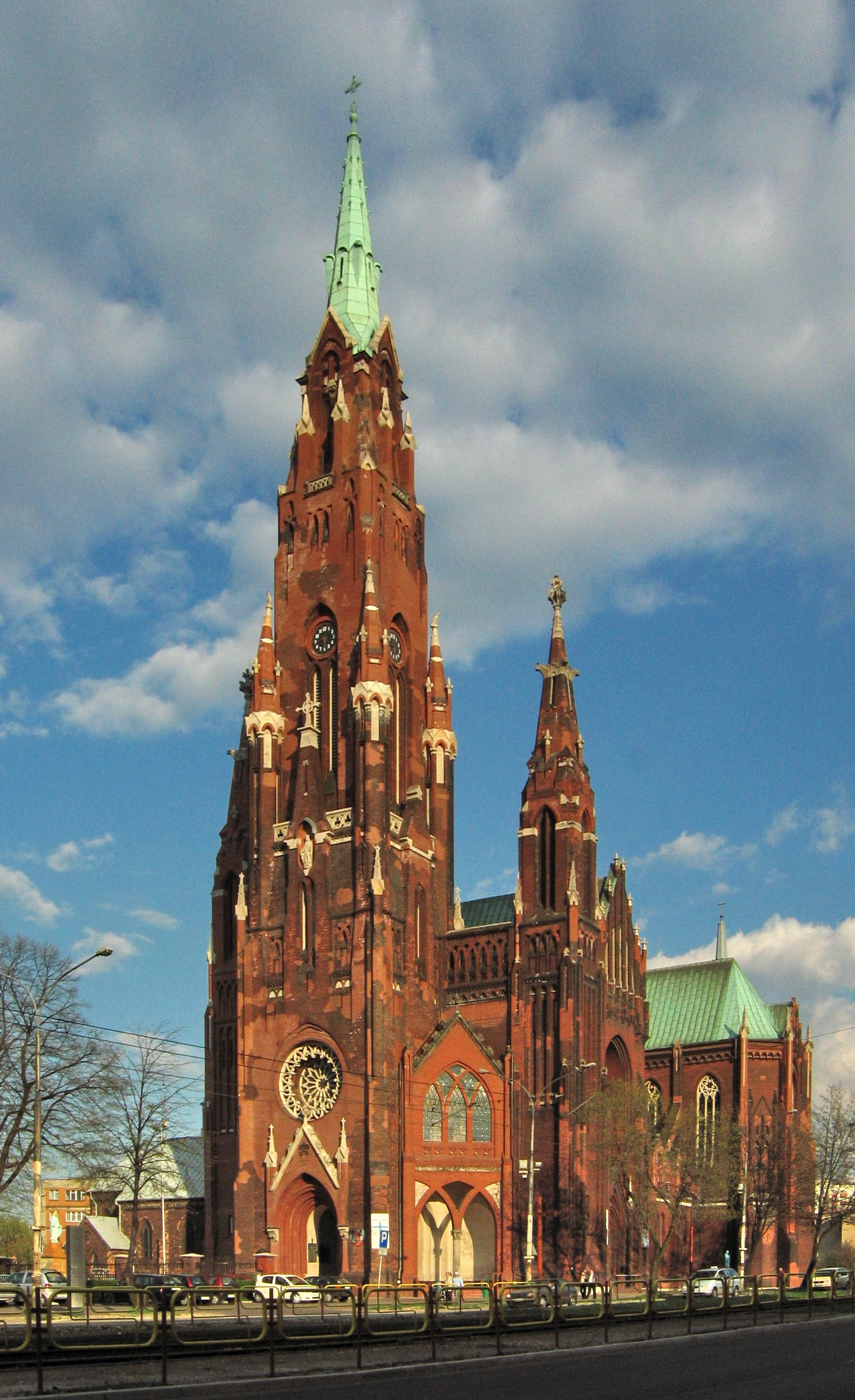
Bazylika NMP Anielskiej w Dąbrowie Górniczej

- Dworce kolejowe w Centrum i Gołonogu
- „Freya” – dom byłego właściciela młyna w Okradzionowie
- „Hubertus” – zajazd i lokal gastronomiczny,
- Kościół św. Barbary – wzniesiony przez ewangelików, od 1945 przejęty przez katolików
- Kościół Zesłania Ducha Świętego (dzielnica Ząbkowice)
- Kaplica pod wezwaniem św. Katarzyny
- Kopalnia ćwiczebna – rozpoczęcie budowy w 1927, pierwszy etap ukończono w 1929
- Synagoga w Dąbrowie Górniczej
- „Sztygarka” – Muzeum Miejskie
- Resursa Obywatelska
- Pałacyk Dezona w Parku Śródmiejskim
- Kamienice Huty Bankowej

## Gospodarka

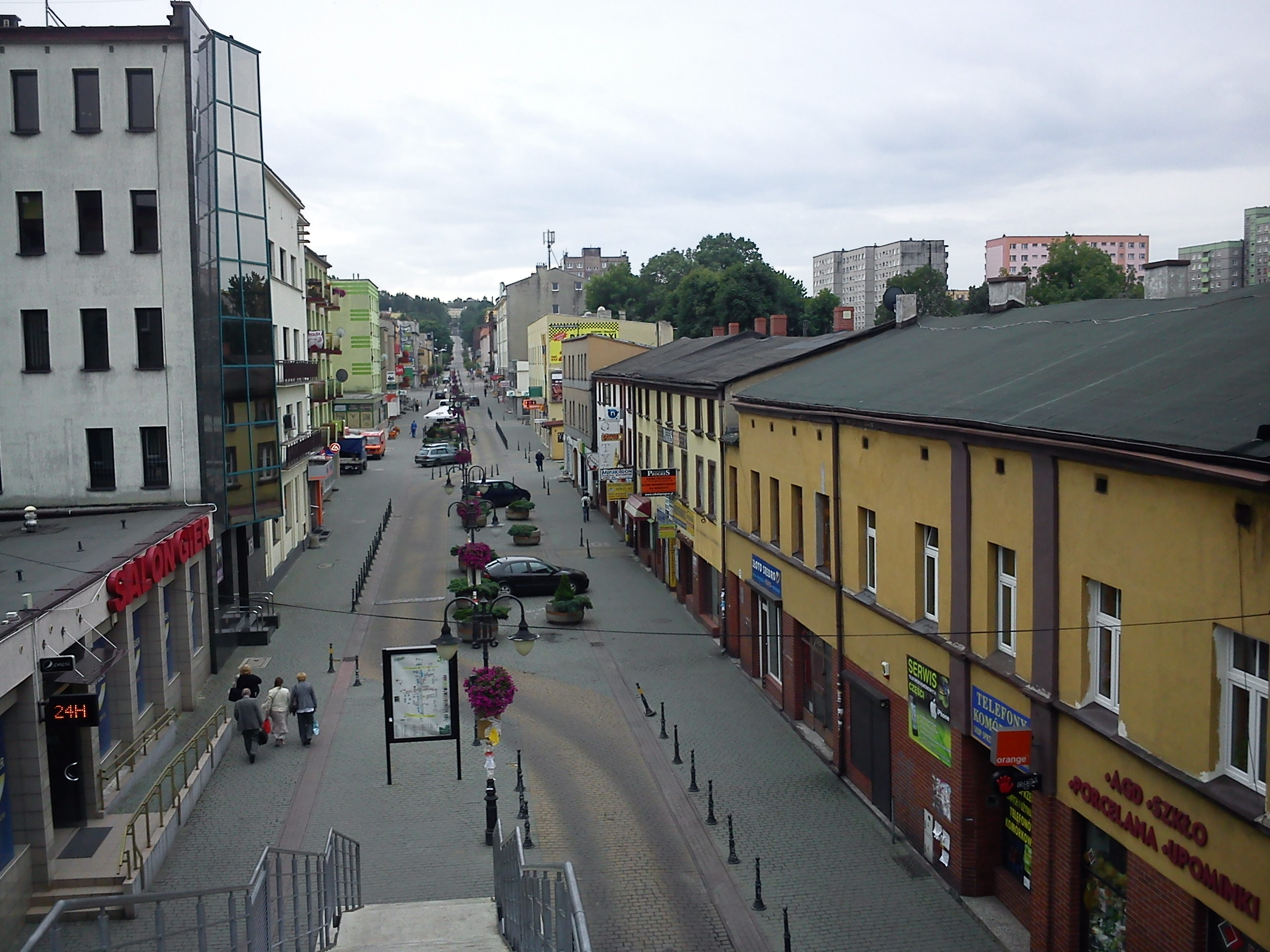
Ulica 3 Maja

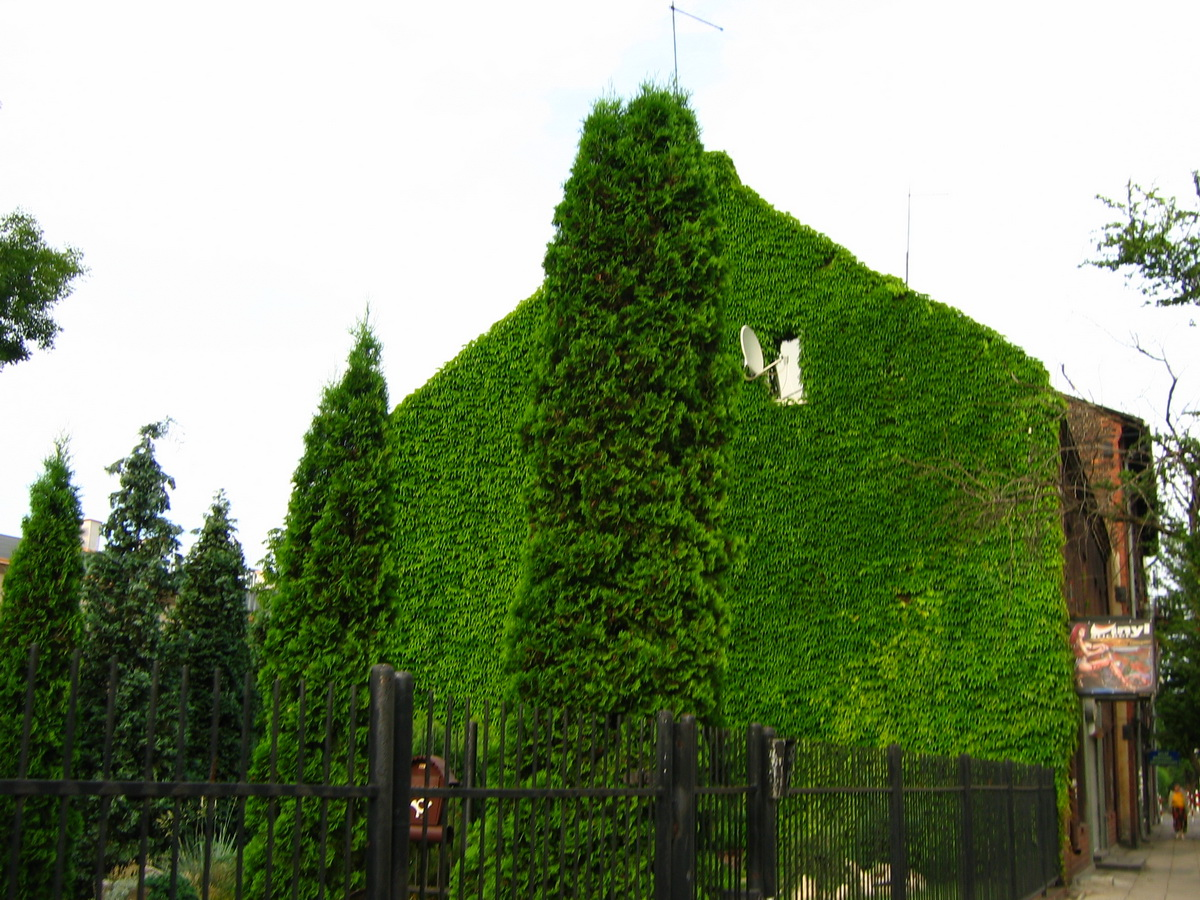
Budynek przy ul. Dąbrowskiego w Dąbrowie Górniczej

W Dąbrowie Górniczej znajdują się dwie huty, pierwsza z nich będąca największą hutą w Polsce i jednocześnie największym zakładem przemysłowym w mieście jest ArcelorMittal Poland oddział w Dąbrowie Górniczej (dawna Huta Katowice) oraz założona przez Bank Polski wybudowana w latach 1834–1840 Huta Bankowa obecnie należąca do grupy Alchemia.
W Dąbrowie Górniczej swoją siedzibę ma polski oddział koncernu ArcelorMittal będący jednym z największych producentów stali na świecie ArcelorMittal Poland, właściciel kilku hut w Polsce m.in. ArcelorMittal Poland Oddział w Krakowie w krakowskiej Nowej Hucie.
Jedynym zakładem produkcyjnym nawiązującym do górniczej (węgla kamiennego) historii miasta jest należąca do Jastrzębska Spółka Węglowa S.A. będąca drugą co do wielkości koksownia w Polsce Koksownia Przyjaźń.
W mieście swoje zakłady produkcyjne posiadają firmy z branży motoryzacyjnej, są to m.in. Brembo Poland, NGK Ceramics Polska, Ficomirrors Polska oraz Mecacontrol Polska
Ponadto w Dąbrowie Górniczej znajduje się wiele zakładów produkcyjnych oraz przetwórstwa, takich jak huta szkła należąca do francuskiego koncernu Saint-Gobain, spalarnia odpadów niebezpiecznych SARPI, BHH Mikrohuta, Atlas, Ekocem, Sigro II, ALBA, Final S.A., Stalprofil, ThyssenKrupp Stal Serwis Polska, Bentale Distribution Poland, GUHRING Polska, Koide Poland, Prologis Park / Fiege, PAGO, DAMEL Dąbrowska Fabryka Maszyn Elektrycznych, Dąbrowskie Wodociągi, URSA Polska, SIMPLE, Polonia Logistyka, Hobas System Polska czy producent zabawek dla dzieci Wader-Woźniak, a także lider światowy w produkcji pasów napędowych i taśm transportujących – Habasit.
W 1996 wyznaczono podstrefę sosnowiecko-dąbrowską Katowickiej Specjalnej Strefy Ekonomicznej (KSSE) w Dąbrowie Górniczej. Obecnie część strefy w Dąbrowie Górniczej podzielona jest na 12 terenów inwestycyjnych, w tym najnowszy w dzielnicy Tucznawa. Lokalizacja i skomunikowanie z głównymi drogami tranzytowymi oraz aktywność Urzędu Miasta powodują napływ nowych inwestorów: w ciągu ostatnich lat wydano blisko 1500 zezwoleń na budowę nowych obiektów przemysłowych.
W celu wsparcia przedsiębiorców i małych firm w 2018 utworzony został Dąbrowski Inkubator Przedsiębiorczości.

### Handel

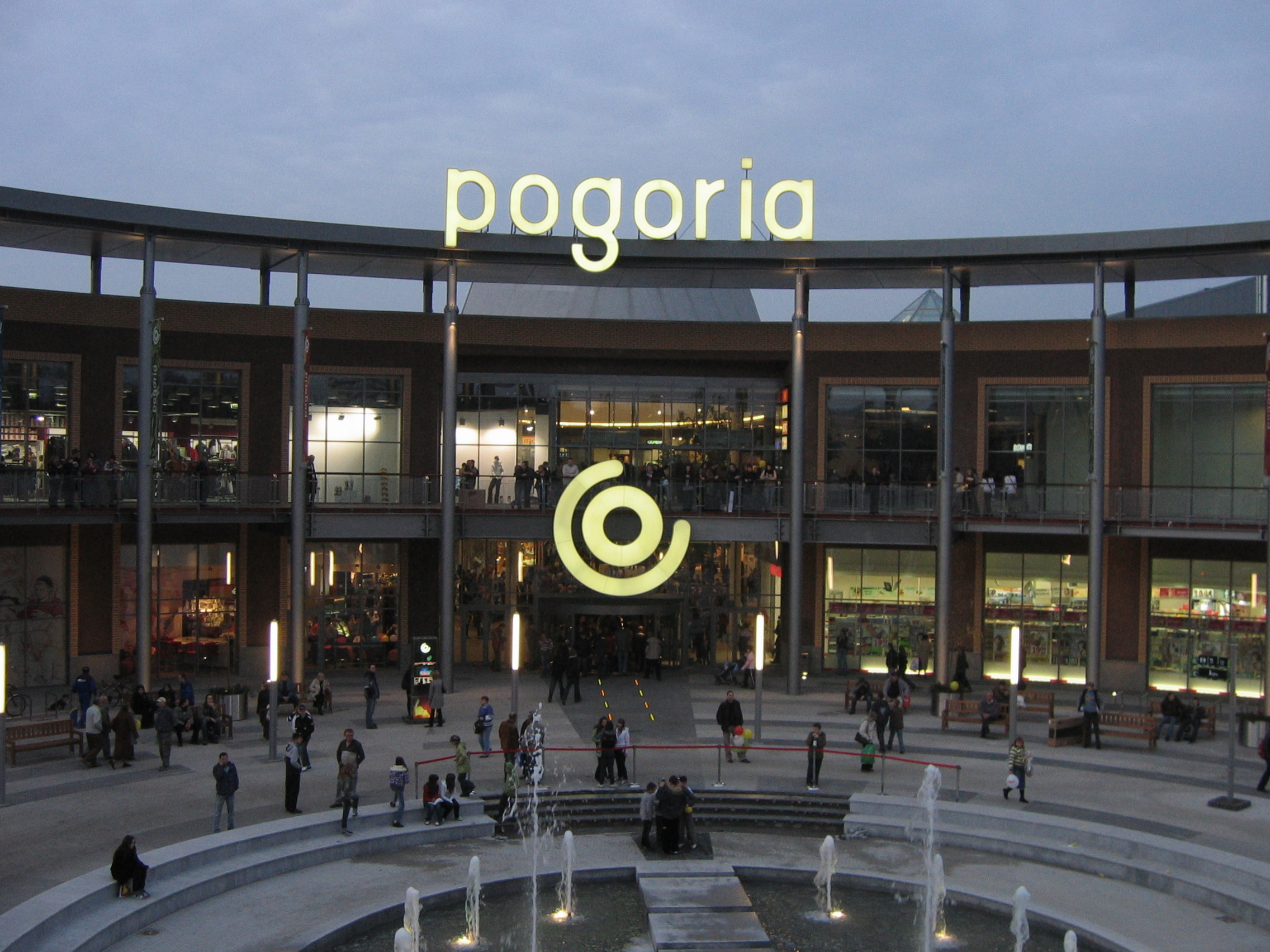
Centrum Handlowe Pogoria

W Dąbrowie Górniczej znajdują się 4 targowiska miejskie, największe z nich znajduje się w dzielnicy Reden w kwartale ulicy Księcia Józefa Poniatowskiego, alei Józefa Piłsudskiego, Emilii Zawidzkiej oraz Twardej, mniejsze targowiska znajdują się w dzielnicy Gołonóg przy ulicy Tysiąclecia, w dzielnicy Reden przy ulicy Karola Adamieckiego oraz w dzielnicy Mydlice przy ulicy Ludowej. Do największych obiektów handlowych należą Centrum Handlowe Pogoria znajdujące się w dzielnicy Centrum oraz Vendo Park przy ulicy Porozumienia Dąbrowskiego 1980 (DK94). Obok dużych obiektów handlowych w Dąbrowie Górniczej zlokalizowanych jest kilka mniejszych centr handlowych są to m.in. obiekty przy ulicy 11 listopada w sąsiedztwie sklepu Lidl, ulicy Legionów Polskich w sąsiedztwie sklepu Kaufland czy centrum handlowe przy ulicy Morcinka w sąsiedztwie również sklepu Kaufland.
Do sierpnia 2020 przy ulicy Katowickiej (obecnie Porozumienia Dąbrowskiego 1980) (DK94) w Dąbrowie Górniczej funkcjonował market Auchan wraz z pasażem handlowym.
W Dąbrowie Górniczej w 1995 roku powstał pierwszy w Polsce market niemieckiej sieci handlowej Plus.

## Transport

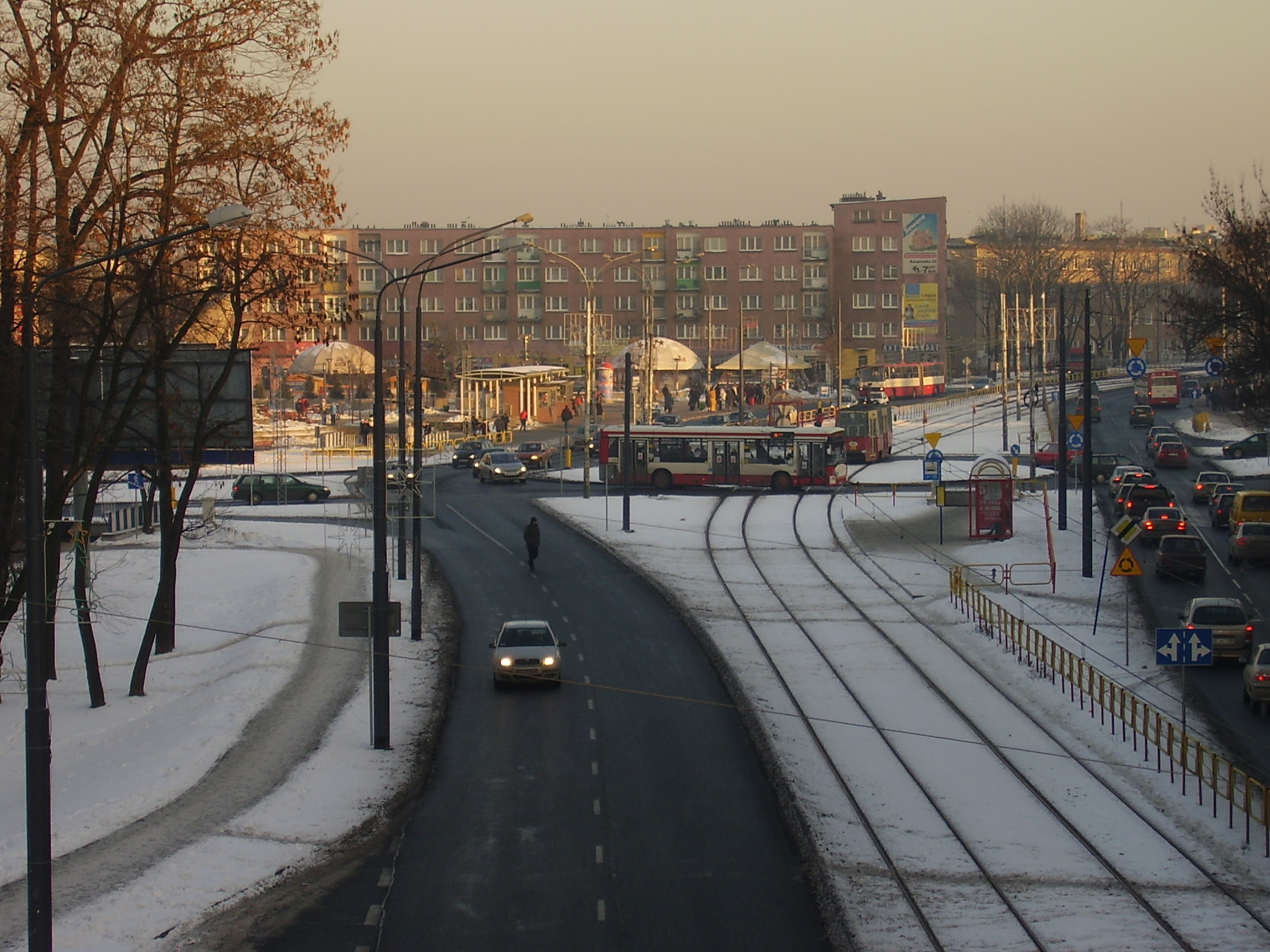
Droga wojewódzka nr 910 przebiega przez centrum miasta

### Transport drogowy
Na układ drogowy Dąbrowy Górniczej składa się 396,2 km dróg publicznych. Są to głównie drogi gminne, których łączna długość wynosi 267 km, co stanowi około 67% całej miejskiej sieci drogowej. Ponadto przez miasto przebiega 89,7 km dróg powiatowych, 23,8 km dróg wojewódzkich oraz 15,7 km dróg krajowych. Zarządcą przeważającej ilości kilometrów dróg jest Prezydent Miasta Dąbrowa Górnicza, pod zarządem GDDKiA jest ponad 8 km odcinek trasy S1.
Przez terytorium miasta przebiegają:
- S1 Droga ekspresowa S1, fragment E75 trasy europejskiej E75
- 86 Droga krajowa nr 86
- 94 Droga krajowa nr 94
- 790 Droga wojewódzka nr 790
- 796 Droga wojewódzka nr 796
- 910 Droga wojewódzka nr 910

### Transport kolejowy

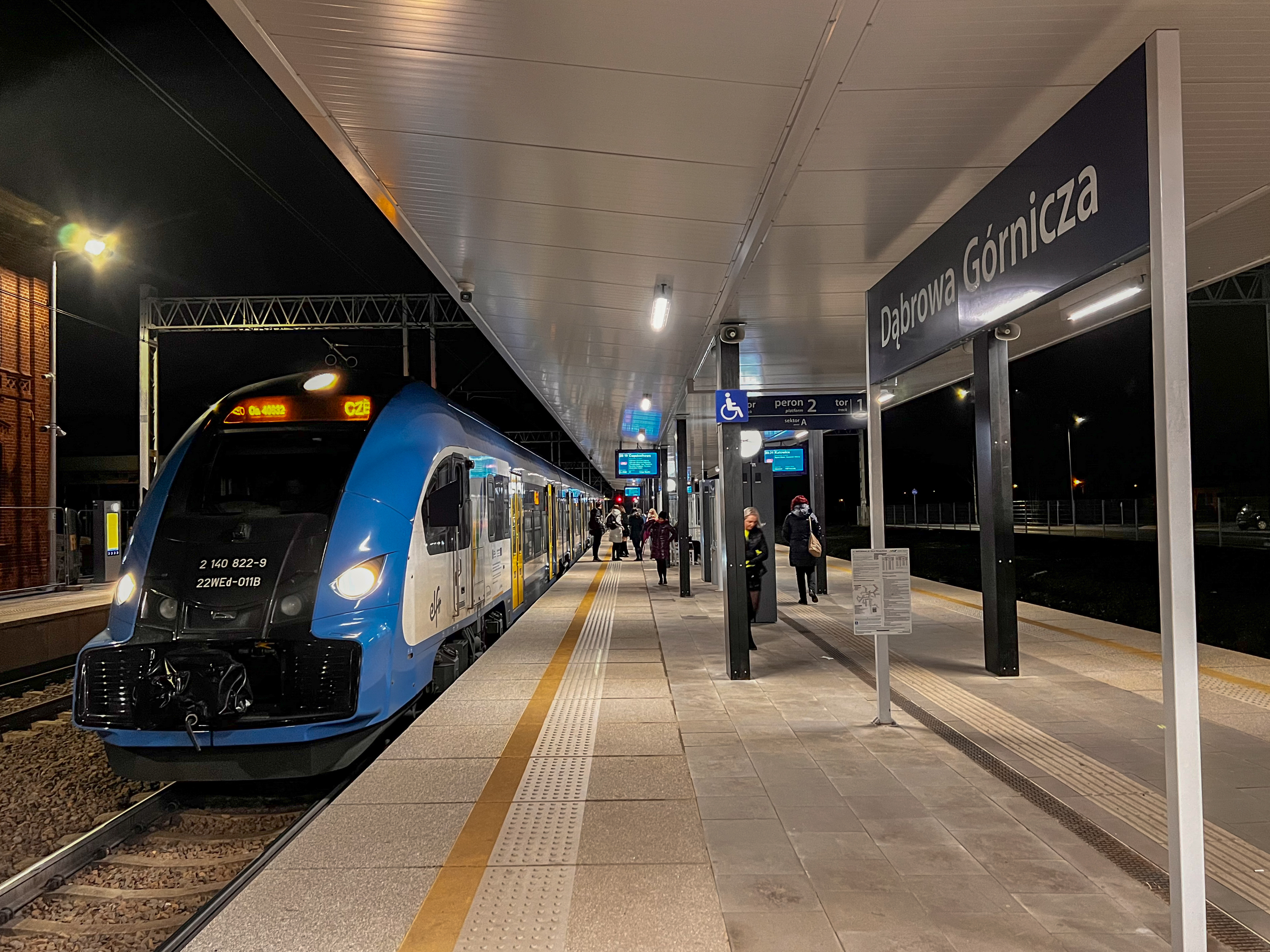
Stacja Dąbrowa Górnicza —peron w 2023 po remoncie

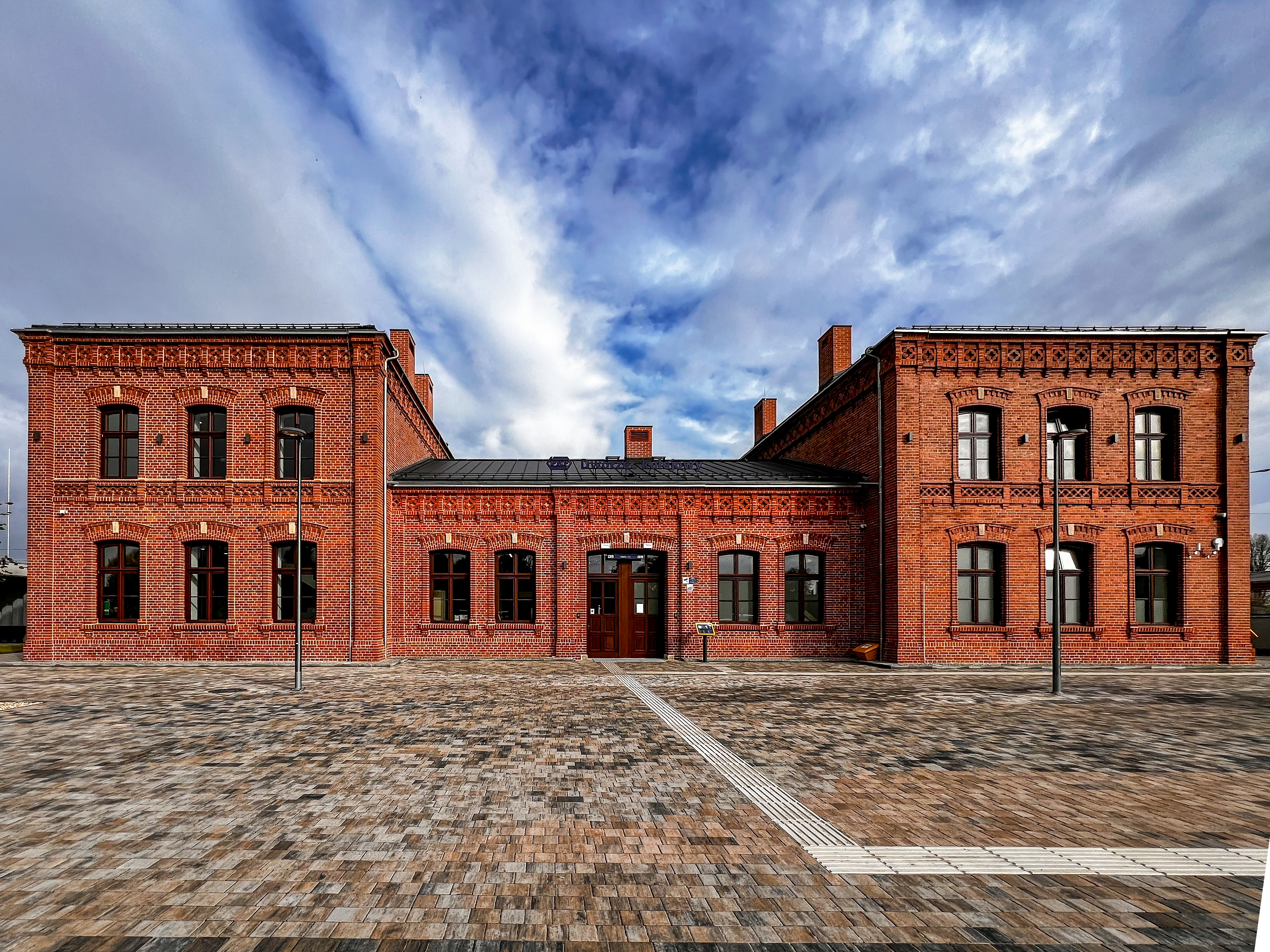
Stacja Dąbrowa Górnicza

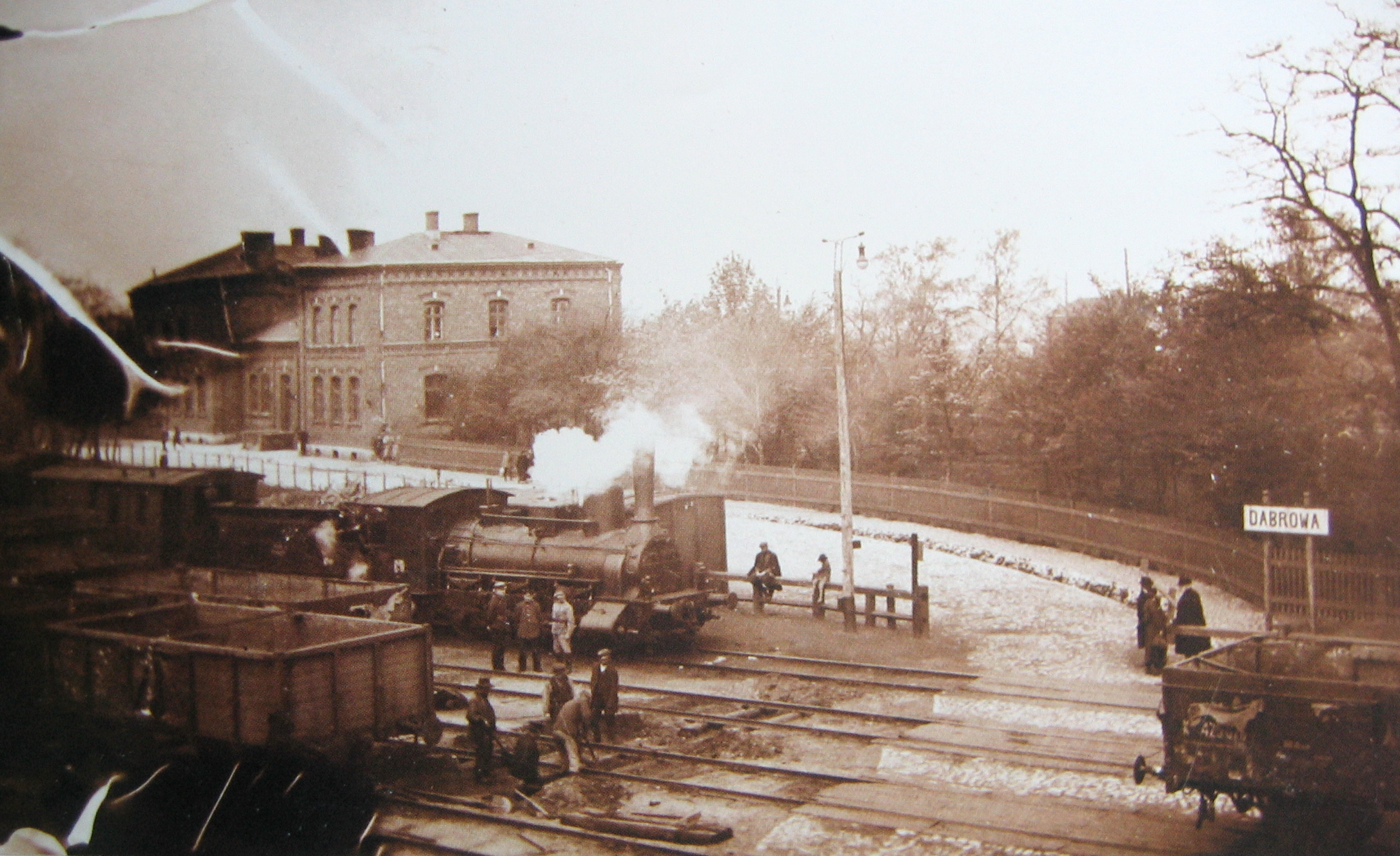
Dworzec w Dąbrowie Górniczej w okresie I wojny światowej

Bardzo rozwinięta sieć kolejowa o jednej z największych gęstości w kraju. W mieście znajduje się aż 8 stacji kolejowych na następujących liniach:
- 1 linia kolejowa nr 1 (Warszawa – Częstochowa – Katowice): Dąbrowa Górnicza, Dąbrowa Górnicza Pogoria, Dąbrowa Górnicza Gołonóg, Dąbrowa Górnicza Ząbkowice, Dąbrowa Górnicza Sikorka
- 62 linia kolejowa nr 62 Katowice -Kielce: Dąbrowa Górnicza Strzemieszyce, Dąbrowa Górnicza Wschodnia
- 133 linia kolejowa nr 133 (Dąbrowa Górnicza Ząbkowice – Kraków): Dąbrowa Górnicza Huta Katowice (zlikwidowana w 2013 roku), Dąbrowa Górnicza Południowa

W przeszłości istniała pasażerska linia kolejowa łącząca Dąbrowę Górniczą Ząbkowice z Piekarami Śląskimi i dalej z Tarnowskimi Górami. Tory tej trasy przebiegały przez Będzin Łagiszę, Psary Gródków, Będzin Grodziec i Wojkowice. Istniała wtedy jeszcze jedna stacja kolejowa – Dąbrowa Górnicza Piekło. Pociągi osobowe kursowały na tej trasie do 1982. W 1993 linię zlikwidowano rozbierając most na Brynicy między Piekarami Śląskimi i Wojkowicami oraz tory w samych Wojkowicach. Na odcinku Dąbrowa Górnicza Ząbkowice – Będzin Grodziec do dziś kursują pociągi towarowe.
Około 2005 rozebrano większość torowiska linii kolejowej, łączącej stacje Dąbrowa Górnicza oraz Dąbrowa Górnicza Huta Katowice.
Pociągi dalekobieżne (nie wszystkie) zatrzymują się na dwóch stacjach: Dąbrowa Górnicza i Dąbrowa Górnicza Ząbkowice. Na pozostałych stacjach zatrzymują się osobowe pociągi podmiejskie.Od grudnia 2016 roku zatrzymują się pociągi międzynarodowe łączące Dąbrowę Górniczą z Pragą, Wiedniem, Bratysławą oraz Budapesztem
W Dąbrowie Górniczej w pobliżu dawnej Huty Katowice znajduje się także towarowa stacja przeładunkowa Linii Hutniczej-Szerokotorowej, dawniej zwanej linią hutniczo-siarkową (LHS). Tory te mają rozstaw szyn większy od normalnego, obowiązujący w krajach byłego Związku Radzieckiego. Łączą Polskę z Ukrainą i Rosją, bez konieczności przeładunku towarów na granicy.
Przez Dąbrowę Górniczą przebiegała (od grudnia 1847) historyczna Kolej Warszawsko-Wiedeńska, pierwsza linia kolejowa w Królestwie Polskim oraz (od stycznia 1885) Kolej Iwangorodzko-Dąbrowska.

### Komunikacja miejska
Dąbrowa Górnicza należy do ZTM, który organizuje komunikację autobusową i tramwajową. Na terenie miasta istnieje kilkadziesiąt linii autobusowych i trzy tramwajowe, które wykonują rocznie odpowiednio ok. 5,7 mln i 925 tys. wozokilometrów (2006 r.).

### Transport lotniczy
W odległości ok. 11 km od granicy miasta i ok. 18 km od centrum, znajduje się Międzynarodowy Port Lotniczy „Katowice” w Pyrzowicach, do którego dojazd zapewnia droga ekspresowa S1.
W 2012 otworzono położone na terenie Zespół Szkół Muzycznych im. Michała Spisaka przy ulicy Wirgiliusza Grynia, sanitarne lądowisko należące do Szpitala Specjalistycznego im. Sz. Starkiewicza.

## Edukacja

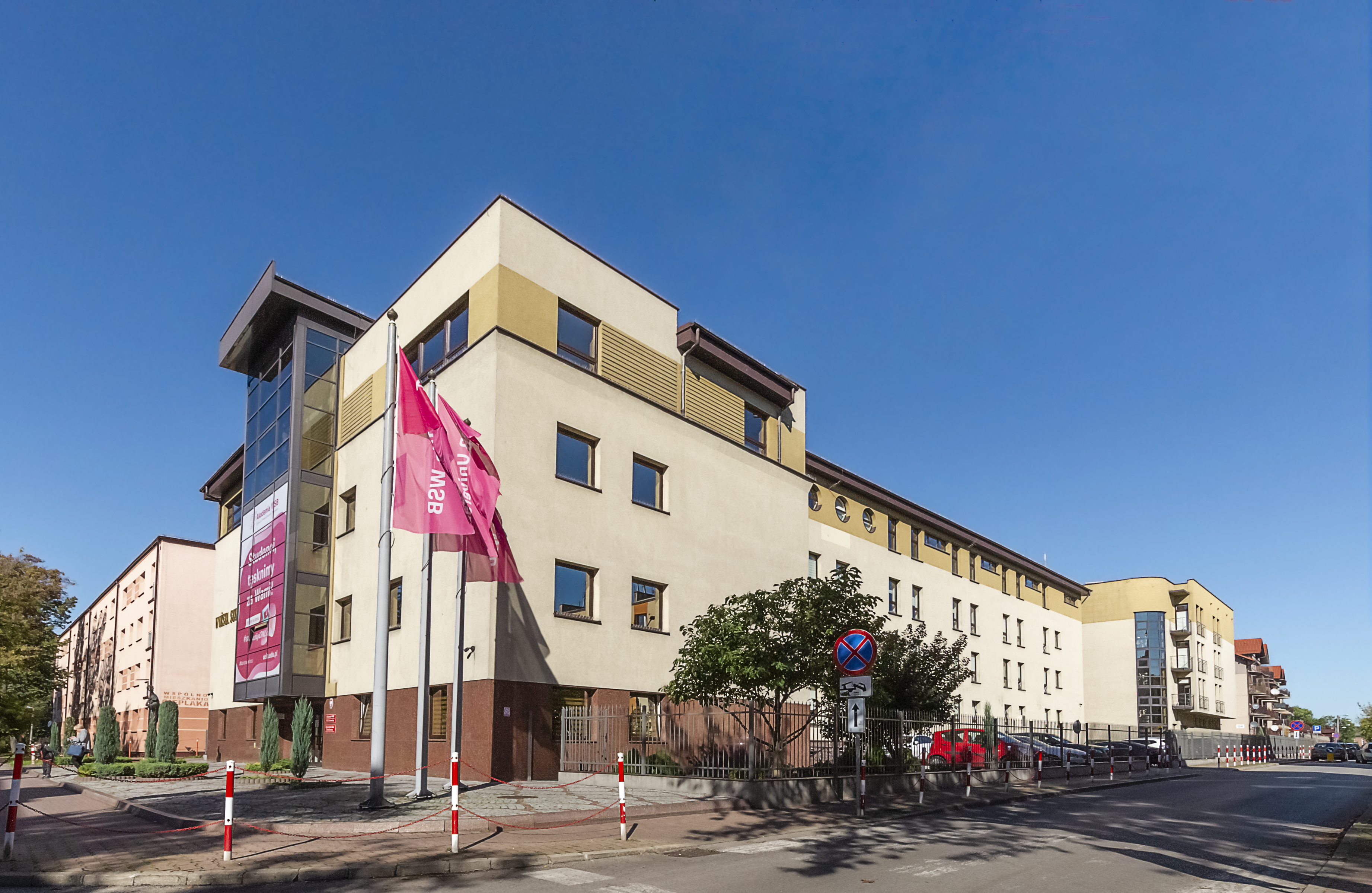
Akademia WSB w Dąbrowie Górniczej

W mieście wg. danych na 2024 rok istniały 52 placówki oświatowe:
- przedszkola: 17
- szkoły podstawowe: 17
- zespoły szkolno-przedszkolne: 7
- licea ogólnokształcące: 4
- technika i szkoły zawodowe: 4
- placówki specjalne i inne: 3

W mieście funkcjonują następujące szkoły wyższe:
- Akademia WSB
- Wyższa Szkoła Planowania Strategicznego

W latach 2010—2012 funkcjonował zamjesowy ośrodek Akademii Górniczo-Hutniczej im. Staszica w Krakowie.

## Kultura
- Pałac Kultury Zagłębia
- Miejska Biblioteka Publiczna
- Muzeum Miejskie „Sztygarka”

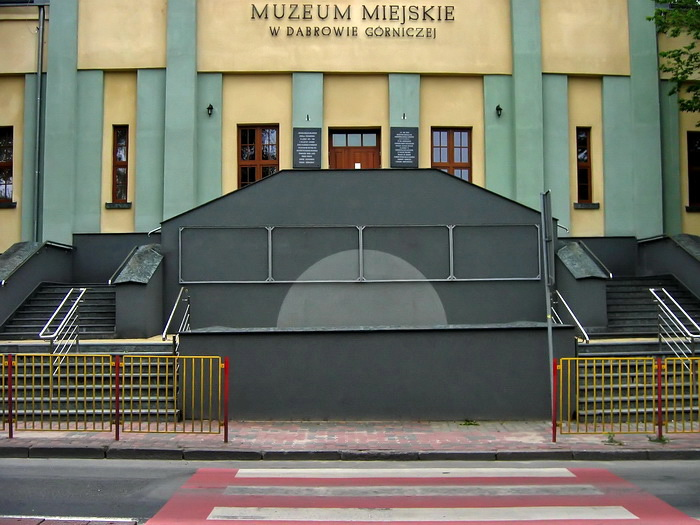
Muzeum Miejskie „Sztygarka”

- Stowarzyszenie Miejska Orkiestra Dęta
- Dom Kultury w Ząbkowicach
- Młodzieżowy Ośrodek Pracy Twórczej
- Kino Kadr
- Fabryka Pełna Życia
- Centrum Filmowe Helios (5 sal, 846 miejsc, 3D)[47]
- Szkoła muzyczna im.Michała Spisaka
- Zespół Szkół Plastycznych im. Tadeusza Kantora

## Administracja

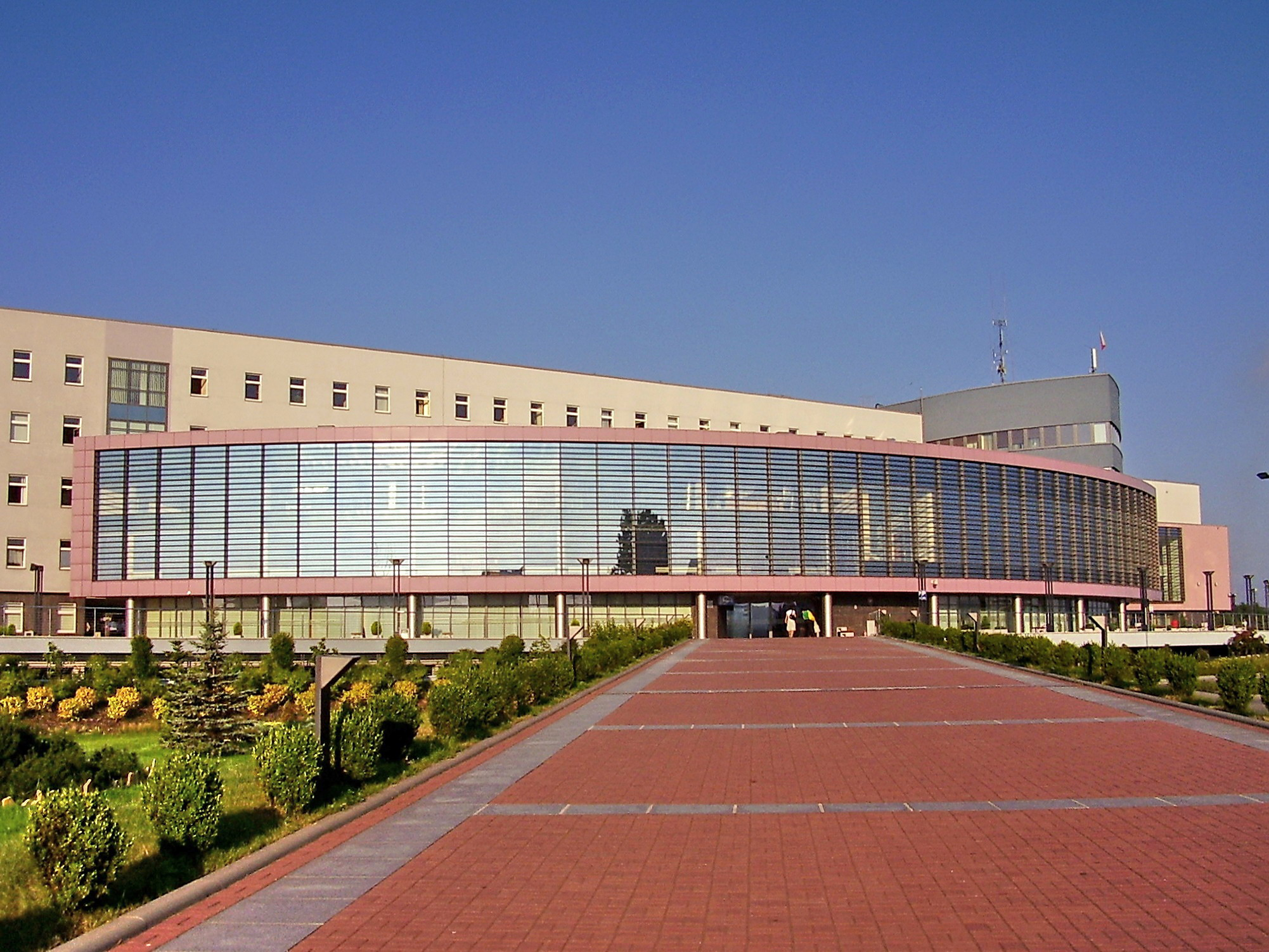
Siedziba Urzędu Miejskiego w Dąbrowie Górniczej

Dąbrowa Górnicza jest miastem na prawach powiatu. Mieszkańcy wybierają do Rady Miejskiej w Dąbrowie Górniczej 25 radnych. Organem wykonawczym samorządu jest prezydent miasta, którym od 2018 roku jest Marcin Bazylak.
| Ugrupowanie                              | 2002–2006   | 2006–2010 | 2010–2014 | 2014–2018            | 2018–2023                |
| ---------------------------------------- | ----------- | --------- | --------- | -------------------- | ------------------------ |
| Sojusz Lewicy Demokratycznej             | 14 (SLD-UP) | 5 (LiD)   | 8         | 9 (SLD Lewica Razem) | 9 (SLD Lewica Razem)     |
| PO Stronie Obywateli – Henryk Zaguła     | 4           | –         | –         | –                    | –                        |
| Blok Przyjaciół Dąbrowy Górniczej        | 7           | 6         | 1         | –                    | –                        |
| Prawo i Sprawiedliwość                   | –           | 4         | 1         | 5                    | 6                        |
| Platforma Obywatelska                    | –           | 5         | 8         | 2                    | 4 (Koalicja Obywatelska) |
| Nasza Dąbrowa-Jerzy Talkowski            | –           | 5         | –         | –                    | –                        |
| Towarzystwo Przyjaciół Dąbrowy Górniczej | –           | –         | 7         | 5                    | 1                        |
| Dąbrowska Wspólnota Samorządowa          | –           | –         | –         | 4                    | 3                        |
| Razem dla Dąbrowy Górniczej              | –           | –         | –         | –                    | 2                        |

Miasto jest członkiem Górnośląskiego Związku Metropolitalnego, Śląskiego Związku Gmin i Powiatów i Związku Miast Polskich.

## Sport

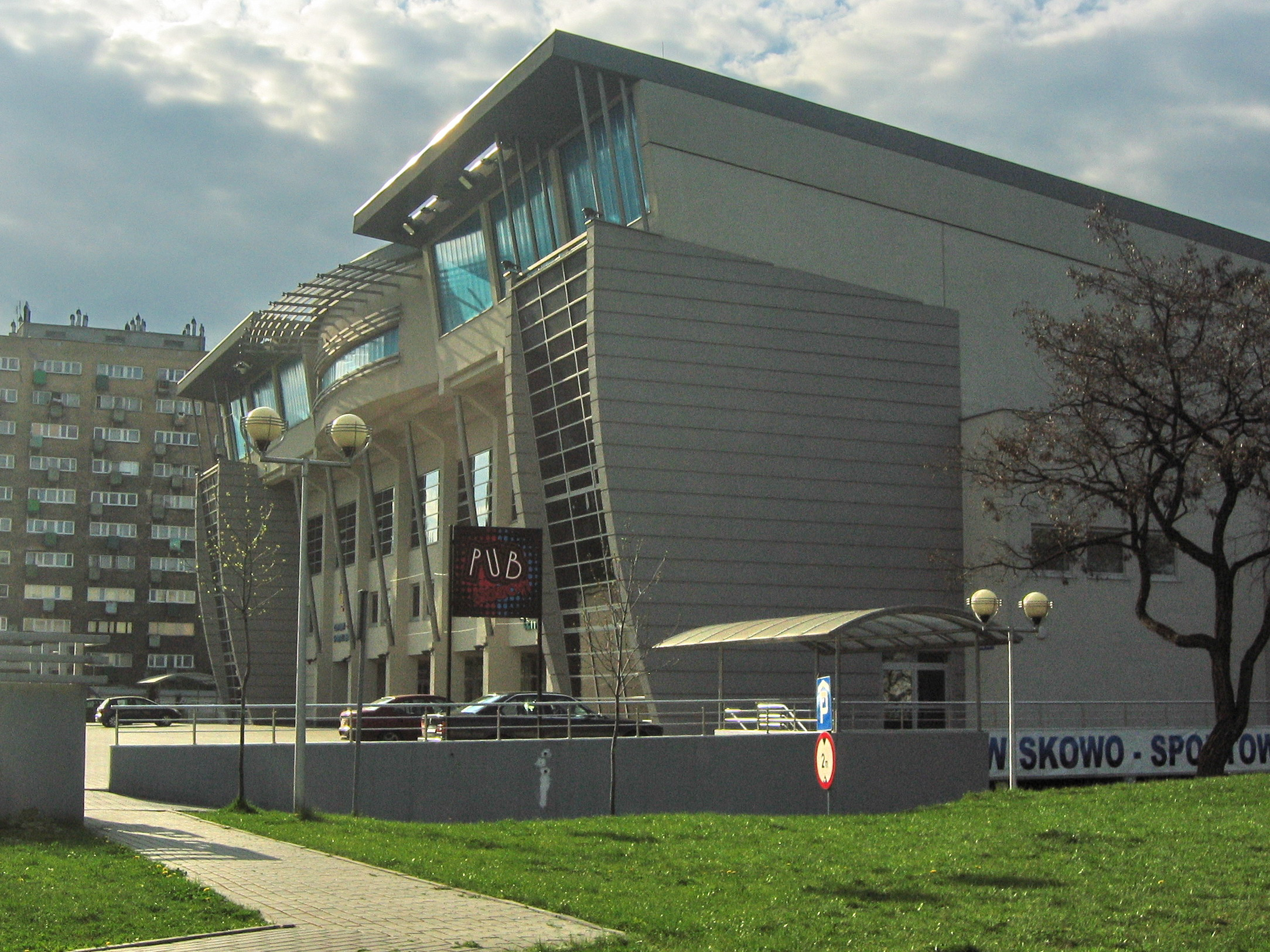
Hala Widowiskowo-Sportowa „Centrum”

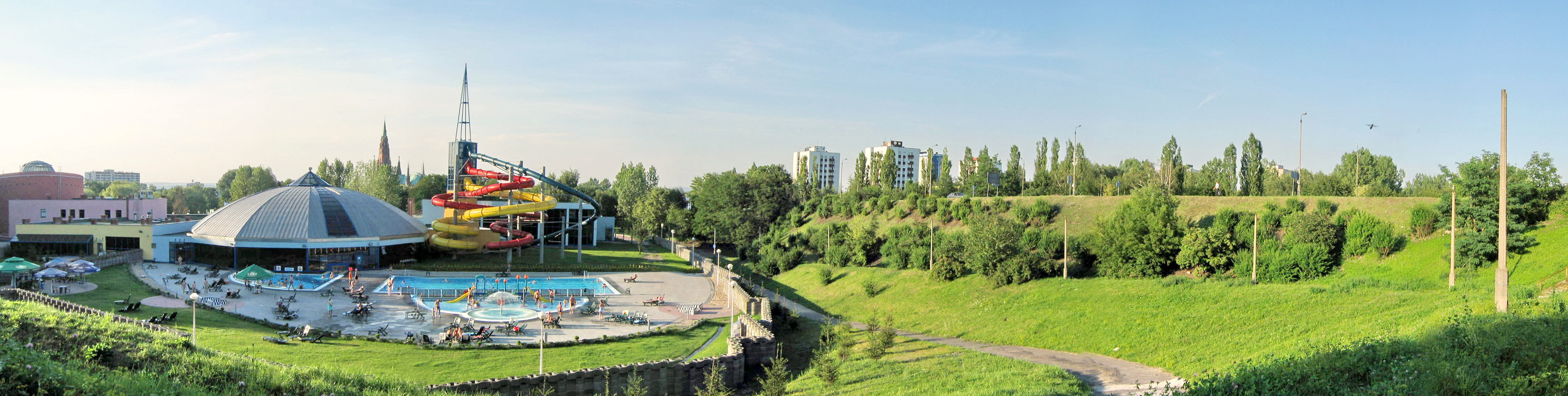
Park Wodny „Nemo”

Na terenie miasta działa ponad 60 klubów i stowarzyszeń sportowych.

### Obiekty sportowe
- Hala Widowiskowo-Sportowa „Centrum” (2944 miejsc[54])
- Hala Sportowa przy ul. Swobodnej
- Stadion Komunalny przy ul. Konopnickiej
- Centrum Sportów Letnich Park „Zielona”
- Obiekt Rekreacyjno-Sportowy „Malinowe-Górki” przy plaży Pogoria III
- Lodowisko sztuczne

### Koszykówka
- MKS Dąbrowa Górnicza (koszykówka) – sekcja koszykarska klubu MKS Dąbrowa Górnicza, który od sezonu 2014/2015 występuje w najwyższej klasie rozgrywkowej w męskiej koszykówce w Polsce – Polskiej Lidze Koszykówki (Energa Basket Liga). W ostatnich sezonach regularnie występuje w fazie play-off. Półfinalista Pucharu Polski w sezonie 2018/2019. Zwycięzca Alpe Adria Cup w sezonach 2022/2023 oraz 2023/2024[55].

### Siatkówka
- MKS Dąbrowa Górnicza (piłka siatkowa kobiet) – sekcja siatkarska klubu MKS Dąbrowa Górnicza, występująca w latach 2007–2018 w najwyższej klasie rozgrywkowej – Lidze Siatkówki Kobiet. Dwukrotny zdobywca Pucharu i Superpucharu Polski, drugiego i dwukrotnie trzeciego miejsca w Mistrzostwach Polski. Uczestnik Ligi Mistrzyń

### Piłka nożna
W Dąbrowie Górniczej działa ok. 6 klubów piłkarskich:
- MUKP Dąbrowa Górnicza – jeden z największych młodzieżowych klubów piłkarskich na terenie województwa śląskiego założony w 2004. Prowadzi zajęcia z piłki nożnej z młodzieżą i dziećmi od 5. roku życia. Siedziba: ul. Konopnickiej 29
- Zagłębie Dąbrowa Górnicza
- Przemsza Okradzionów
- Unia Dąbrowa Górnicza
- Unia Ząbkowice – założony w 1922 pod nazwą Orzeł Ząbkowice. Skupiał miłośników sportu z Zakładu Tworzyw Sztucznych „Erg” i kolei. Baza klubu rozwijała się na terenie zajmowanym do dziś przy Alei Zwycięstwa (dawniej Wyzwolenia). Prowadzone były sekcje piłki nożnej, tenisa stołowego, koszykówki oraz siatkówki. Do dziś pozostała tylko sekcja piłkarska. W 1974 oddano do użytku stadion sportowy z dwiema pełnowymiarowymi płytami do gry w piłkę nożną oraz budynek zaplecza.
- Zagłębiak Tucznawa
- Promień Strzemieszyce Małe
- Akademia Futbolu SILENT Dąbrowa Górnicza powstała 1 czerwca 2012. Barwy klubowe czarny-biały-czerwony[56]
- SALOS Dąbrowa Górnicza – klub partnerski Zagłębia Sosnowiec

### Pozostałe kluby sportowe
- MKS Dąbrowa Górnicza – klub posiadający również sekcje: zapaśniczą, pływacką i triathlonową (obok siatkówki kobiet i koszykówki mężczyzn)
- Towarzystwo Sportów Obronnych „Muszkiet”
- Klub TKKF TRIATHLON Dąbrowa Górnicza

## Rekreacja i atrakcje turystyczne

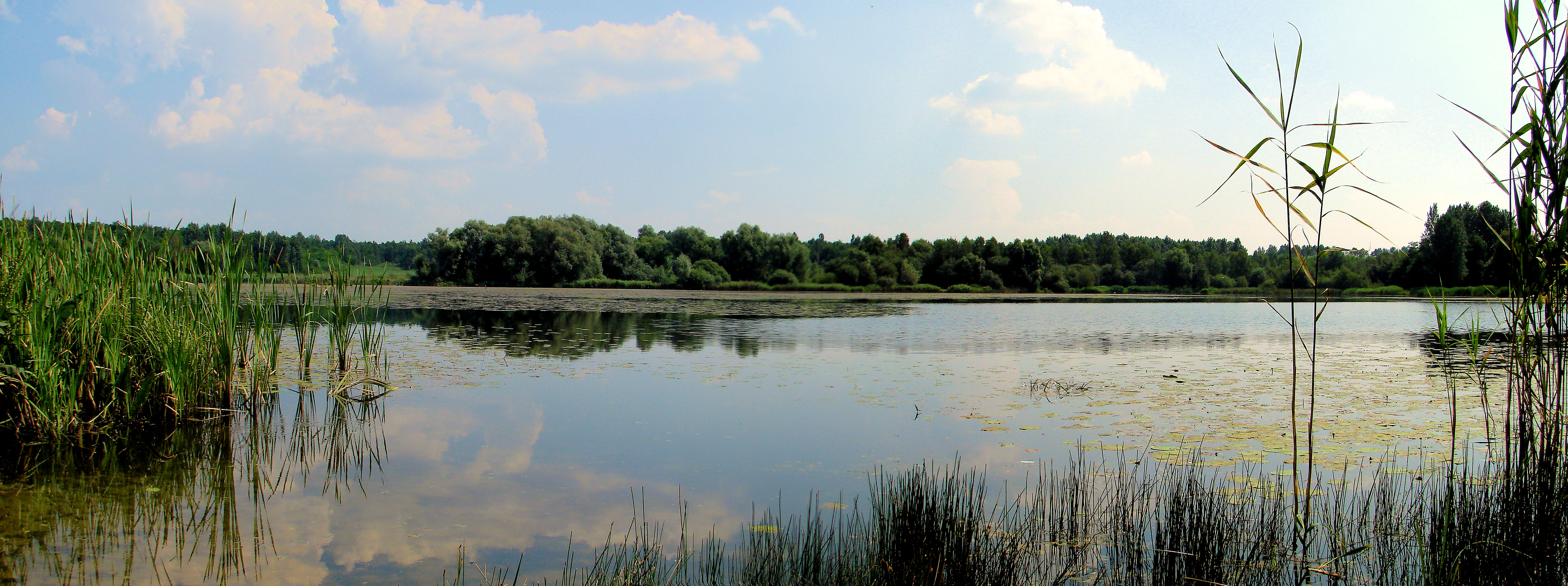
Zbiornik Pogoria II

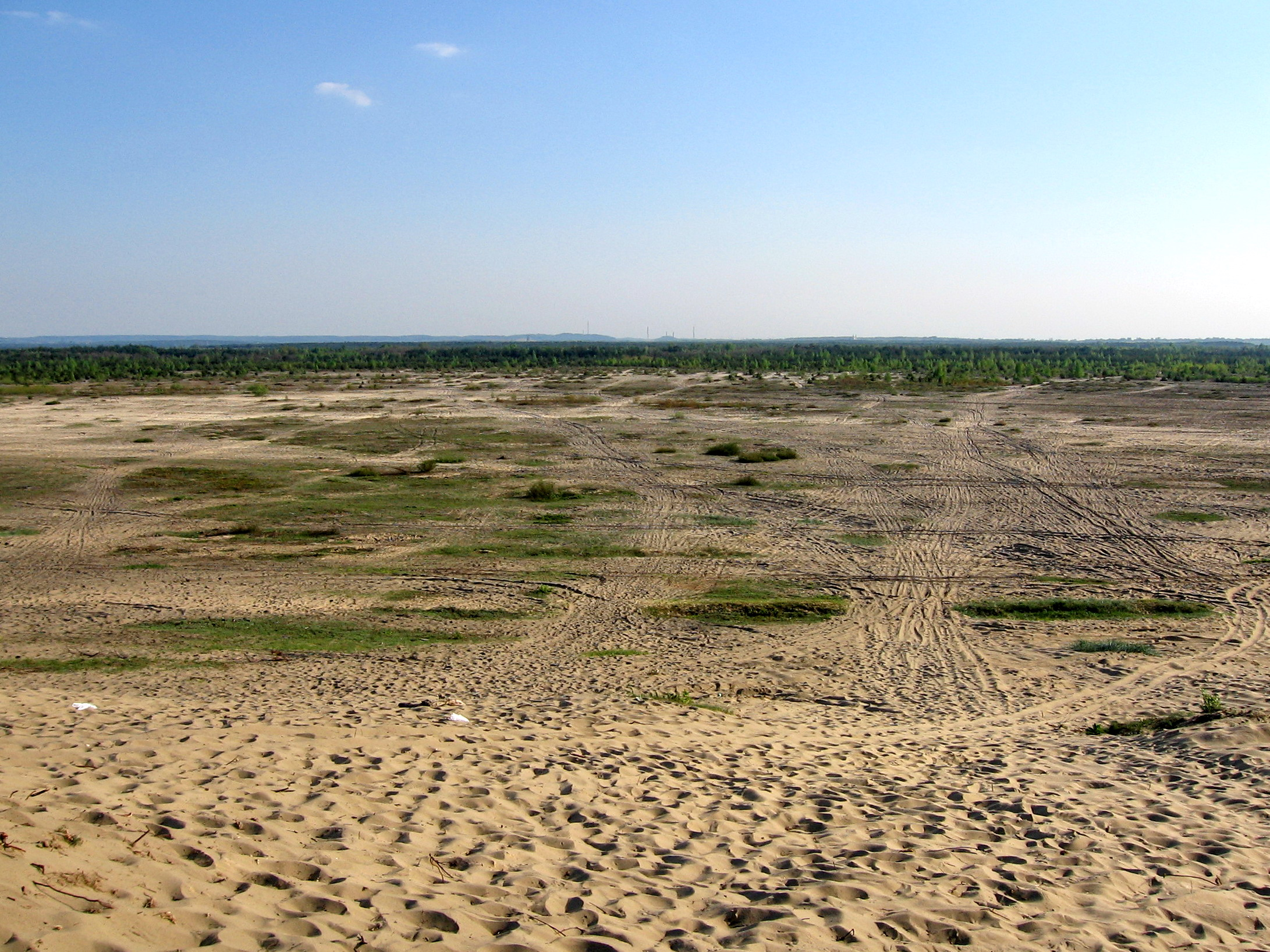
Pustynia Błędowska

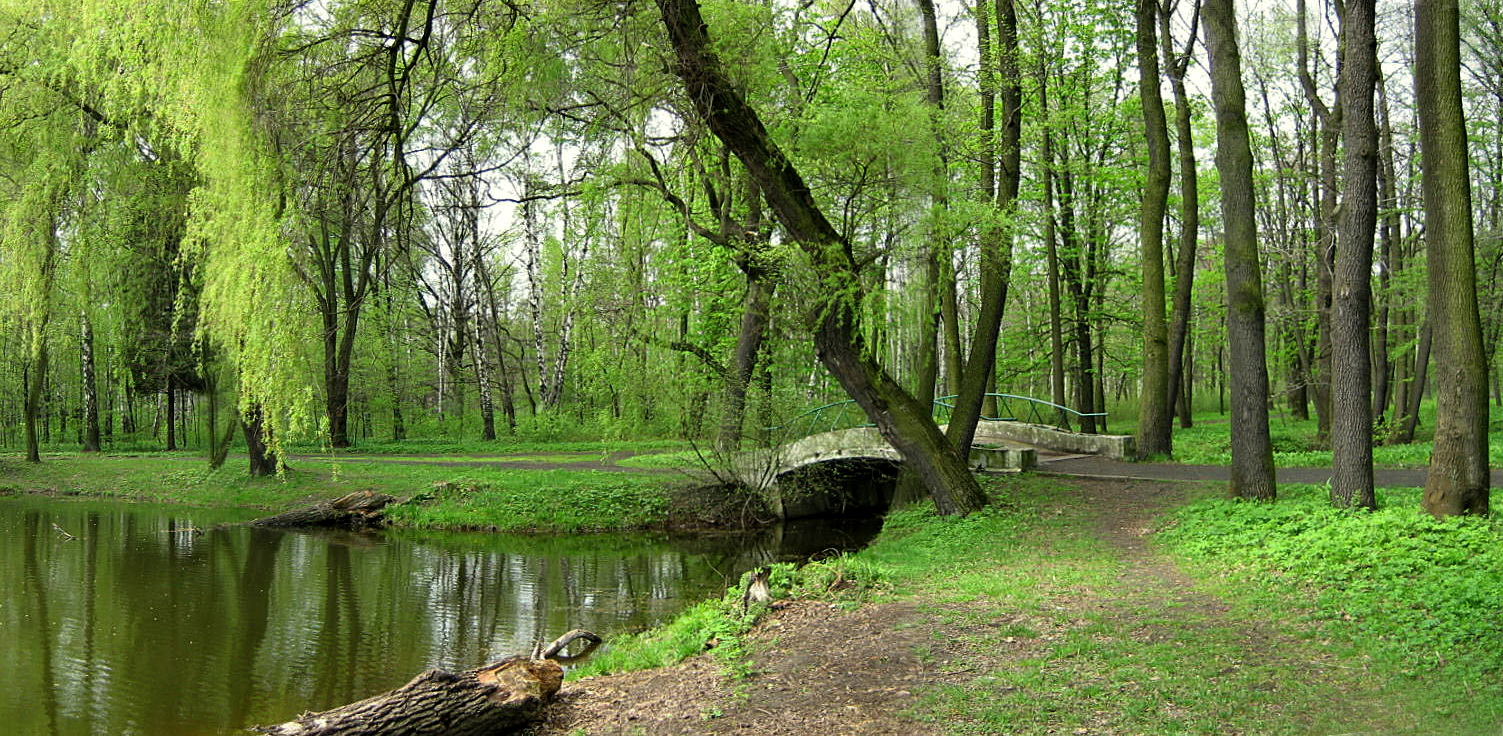
Park Zielona

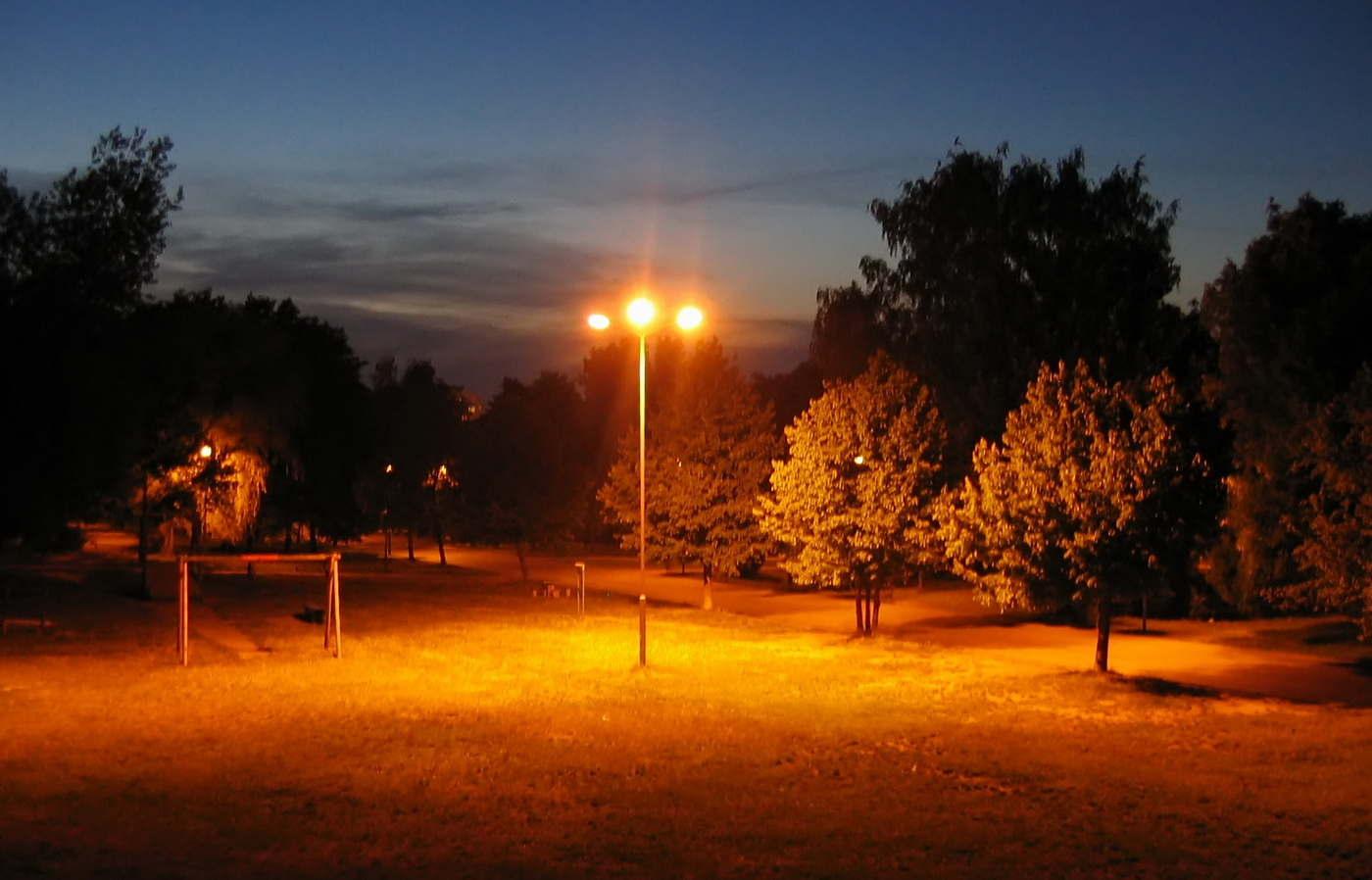
Park Hallera nocą

### Szlaki turystyczne
Przez Dąbrowę Górniczą przebiegają szlaki turystyczne:
- Szlak Dwudziestopięciolecia PTTK (115,0 km): trasa wiedzie pętlą rozpoczynającą się i kończącą w Parku Śląskim, przechodzącą m.in. przez Siemianowice, Czeladź, Park Zielona i Jezioro Pogoria w Dąbrowie Górniczej, Sosnowiec, Jaworzno, Katowice.
- Szlak Pustynny PTTK (14 km): trasa szlaku wiedzie z Błędowa przez Klucze do Jaroszowca.
- Szlak Metalurgów (13km): trasa wiedzie z Dąbrowa Górnicza-Gołonóg przez Strzemieszyce Wielkie, PKP Dąbrowa Górnicza Południowa do Borów w Sosnowcu.
- Szlak Szwajcarii Zagłębiowskiej (35,5km): trasa wiedzie ze Sławkowa przez Okradzionów, Błędów, Chechło, Centurię, do Zawiercia.
- Szlak Zamonitu: trasa wiedzie z Dąbrowa Górnicza Gołonóg przez Ząbkowice, Łękę, Niegowonice, Centurię, Podzamcze, Giebło, Mokrus, Siamoszyce do Poraju.

### Pojezierze Dąbrowskie
Do najbardziej znanych atrakcji turystycznych i rekreacyjnych Dąbrowy Górniczej należy tzw. Pojezierze Dąbrowskie, jest to zespół IV zbiorników wodnych, będących zalanymi wyrobiskami piasku podsadzkowego wydobywanego niegdyś dla okolicznych kopalń węgla. Dziś część z nich, z racji wyjątkowych walorów przyrodniczych, uzyskała status obszarów chronionego krajobrazu.
W skład zespołu wchodzi:
- Pogoria I o pow. 75 ha, powstała w 1943 r.,
- Pogoria II o pow. ok. 25 ha, która od 2002 roku wraz z otoczeniem stanowi użytek ekologiczny „Pogoria II” o powierzchni 40 ha,
- Pogoria III o pow. 205 ha,
- Pogoria IV, oficjalna nazwa to Zbiornik Kuźnica Warężyńska o pow. ok. 560 ha.

### Pustynia Błędowska
Na wschód od Dąbrowy Górniczej, częściowo w jej obrębie znajduje się Pustynia Błędowska, będąca największym w Polsce obszarem lotnych piasków. Od roku 2013 trwa sukcesywne przywracanie piaszczystego charakteru Pustyni Błędowskiej, wraz z rozbudową infrastruktury turystycznej takiej jak np. znajdująca się na terenie gminy Klucze Róża Wiatrów. Również Dąbrowa Górnicza planuje poprawę dostępności turystycznej Pustyni Błędowskiej od strony zachodniej.

### Park Krajobrazowy Orlich Gniazd
Na północny wschód od Dąbrowy Górniczej, częściowo również w jej obrębie znajduje się utworzony w latach 1980–1982 Park Krajobrazowy Orlich Gniazd. Jego granice rozciągają się od przełomu Warty koło Mstowa do doliny Białej Przemszy. Zachodni kraniec PKOG stanowi tzw. kuesta jurajska – próg strukturalny. Od wschodu mniej wyraźnie widoczna jest granica z Niecką Nidziańską.

### Pomniki przyrody
W Dąbrowie Górniczej znajduje się kilka okazów drzew uznanych za pomniki przyrody, są to m.in. Bożodrzewy w Sikorce, Lipy dobieckie czy Jesion wyniosły przy ul. Łaskowej

### Parki miejskie
- Park miejski Zielona
- Park Hallera wraz z Park Wodny Nemo
- Park „Podlesie”
- Park Śródmiejski „Małpi Gaj”
- Park Tysiąclecia (Ząbkowice)
- Planty im. Harcmistrza Stefana Piotrowskiego na Redenie

## Religia

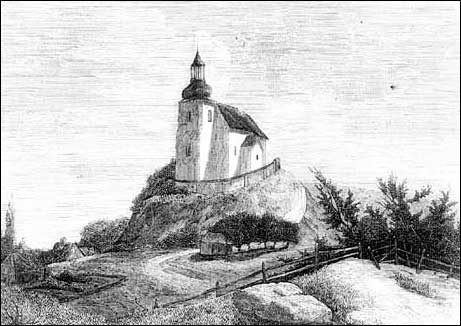
Pierwotny wygląd kościoła św. Antoniego

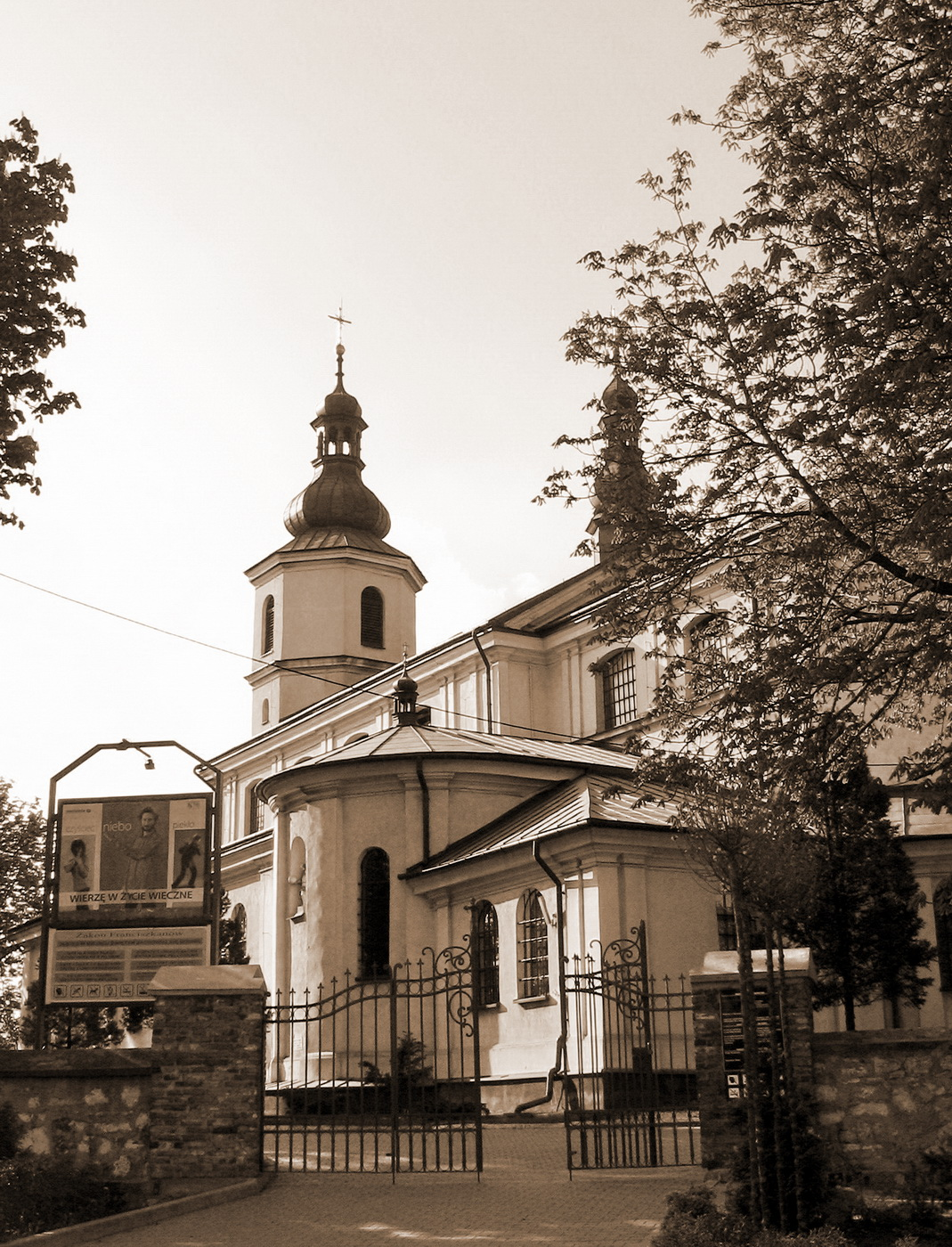
Kościół pod wezwaniem Narodzenia Najświętszej Marii Panny i św. Antoniego

### Katolicyzm
- Kościół rzymskokatolicki[59]:
  - parafia św. Antoniego z Padwy
  - parafia św. Barbary
  - parafia Chrystusa Króla
  - parafia św. Jadwigi Królowej
  - parafia św. Józefa Oblubieńca Najświętszej Maryi Panny
  - parafia św. Maksymiliana Marii Kolbego
  - parafia św. Marii Magdaleny
  - parafia Matki Boskiej Anielskiej (bazylika Najświętszej Maryi Panny Anielskiej)
  - parafia Matki Boskiej Szkaplerznej
  - parafia Najświętszego Ciała i Krwi Chrystusa
  - parafia Najświętszego Serca Pana Jezusa (bazylika Najświętszego Serca Pana Jezusa)
  - parafia Najświętszej Maryi Panny Częstochowskiej
  - parafia Najświętszej Maryi Panny Królowej Polski
  - parafia Najświętszej Maryi Panny Matki Kościoła
  - parafia Najświętszej Maryi Panny Wspomożenia Wiernych
  - parafia Najświętszej Maryi Panny Zwycięskiej
  - parafia Nawrócenia św. Pawła Apostoła
  - parafia Podwyższenia Krzyża Świętego
  - parafia Przemienienia Pańskiego
  - parafia św. Rafała Kalinowskiego
  - parafia Trójcy Przenajświętszej
  - parafia Wniebowzięcia Najświętszej Maryi Panny
  - parafia Zesłania Ducha Świętego
- Kościół greckokatolicki:
  - punkt duszpasterski w Dąbrowie Górniczej, nabożeństwa prowadzone są w kościele rzymskokatolickim Najświętszej Maryi Panny Królowej Polski[60]

### Kościoły protestanckie
- Chrześcijańska Wspólnota Ewangeliczna:
  - placówka misyjna „Dom na Skale” w Dąbrowie Górniczej[61]
- Kościół Boży w Polsce:
  - Kościół Chrześcijański „Nowe Pokolenie”[62]
- Kościół Chrystusowy w RP:
  - Społeczność Chrześcijańska w Dąbrowie Górniczej[63] – rozpoczęła działalność w mieście w 1947 roku[64]
- Kościół Chrześcijan Wiary Ewangelicznej w RP:
  - zbór w Dąbrowie Górniczej[65]

### Restoracjonizm
- Świadkowie Jehowy:
  - zbór Gołonóg-Południe[66]
  - zbór Centrum[66]
  - zbór Mydlice (Sala Królestwa: ul. Barbary 2)[66]
  - zbór Gołonóg-Wschód[66]
  - zbór Ząbkowice (Sala Królestwa: ul. Chemiczna 16)[66]
  - zbór Ujejsce (Sala Królestwa: ul. Mieszka I 6)[66]
  - zbór Łosień (Sala Królestwa: Przedziałowa 7)[66]
  - zbór Strzemieszyce (Sala Królestwa: Sosnowiec, ul. Kościuszkowców 18B)[67][68][66]
- Świecki Ruch Misyjny „Epifania” – zbór w Dąbrowie Górniczej

### Inne związki wyznaniowe
W przeszłości na terenie miasta istniały także wspólnoty religijne następujących wyznań:
- Judaizm:
  - Gmina Wyznaniowa Żydowska w Dąbrowie Górniczej – założona w 1870 i działająca początkowo jako oddział gminy w Olkuszu, od 1910 jako samodzielna jednostka. W latach 1912–1916 gmina wybudowała synagogę. Podczas II wojny światowej Żydzi zostali przymusowo umieszczeni w getcie, skąd później zostali wysiedleni, a większość z nich wymordowano. Żydzi, którzy przeżyli, zaczęli powracać do miasta w styczniu i lutym 1945, od kwietnia 1945 do Dąbrowy przyjeżdżali także współwyznawcy będący repatriantami z terenu Związku Radzieckiego. W 1945 utworzono Okręgowy Komitet Żydowski w Dąbrowie Górniczej, podległy Wojewódzkiemu Komitetowi Żydowskiemu w Katowicach. Zajmował się on m.in. pomocą społeczną i działalnością kulturalną. Po krótkim czasie większość z przybyłych tu Żydów wyjechała do Europy Zachodniej i Palestyny, emigracja wzmogła się po pogromie kieleckim oraz miejscowych incydentach antysemickich, a ostatnie grupy wyznawców judaizmu opuściły miasto w 1947[69].
- Kościół Ewangelicko-Augsburski w RP:
  - Filiał w Dąbrowie Górniczej – uruchomiony w 1847, w 1899 poświęcony został miejscowy kościół ewangelicki. W 1922 filiał wszedł w skład parafii ewangelicko-augsburskiej w Sosnowcu, od 1945 wyznawcy z Dąbrowy Górniczej uczęszczają na nabożeństwa do kościoła ewangelickiego na Pogoni[70][71].
- Kościół Starokatolicki Mariawitów:
  - Parafia Kościoła Starokatolickiego Mariawitów w Dąbrowie Górniczej – dysponowała drewnianą kaplicą, zlokalizowaną niedaleko kopalni Jan. Posiadała własny cmentarz wyznaniowy. Kaplica obsługiwana była przez kapłanów z parafii w Sosnowcu[72]

## Miasta partnerskie
- Kimpulung Mołdawski, Rumunia
- Studénka, Czechy
- Mediaș, Rumunia[73]

## Honorowi obywatele
Tytuł Honorowego Obywatela Dąbrowy Górniczej nadano osobom:
- Wincenty Bernasik – podharcmistrz, poeta, tytuł nadano w 2005 roku.
- Zenon Chmielewski – prawnik, adwokat, tytuł nadano w 1990 roku.
- Edward Ciuk – geolog, specjalista geologii złóż węgli brunatnych oraz geologii trzeciorzędu na Niżu Polskim. Odkrywca, współodkrywca i badacz większości złóż węgla brunatnego w Polsce, tytuł nadano w 1991 roku.
- Grzegorz Augustynik – polski ksiądz rzymskokatolicki, działacz społeczno-kulturalny, budowniczy kościoła Matki Boskiej Anielskiej, tytuł nadano w 2012 roku.
- Kazimierz Imieliński – polski lekarz seksuolog, tytuł nadano w 1995 roku.
- Antoni Pilarz – fizyk, pedagog, tytuł nadano w 1991 roku.
- Kazimierz Kalaga – podharcmistrz, nauczyciel, tytuł nadano w 2011 roku.
- Piotr Kosiń – pilot Polskich Sił Powietrznych, uczestnik II Wojny Światowej, pilot dywizjonu 301[75], tytuł nadano w 2018 roku[76].
- Edward Kosiński – burmistrz miasta (1916)[77]
- Adam Marcel Piwowar – pierwszy prezydent Dąbrowy Górniczej, tytuł nadano w 1923 roku.
- Zbigniew Meres – polski strażak i polityk, generał brygadier, w latach 1997–2002 komendant główny Państwowej Straży Pożarnej, tytuł nadano w 2001 roku.
- Michał Spisak – kompozytor utworów instrumentalnych[78], tytuł nadano w 2010 roku.
- Sobiesław Zasada – kierowca rajdowy, zwycięzca 148 rajdów samochodowych, przedsiębiorca, tytuł nadano w 2025 roku[79].